# 第50回衆議院議員総選挙
第50回衆議院議員総選挙（だい50かいしゅうぎいんぎいんそうせんきょ）は、2024年（令和6年）10月27日に日本で行われた国会（衆議院）議員の総選挙である。

## 概要
2022年に成立した改正公職選挙法に基づき、小選挙区の区割りが変更された。
2024年9月30日、第28代自由民主党総裁の石破茂は「（翌10月1日に召集される第214回国会で自身が内閣総理大臣に指名された場合には）10月9日に衆議院を解散し、15日公示、27日投開票の日程で衆議院議員総選挙を行う」と表明した。解散から投開票までは18日間で、前回（2021年）の17日間に次いで戦後2番目の短期決戦となった。
10月9日、第1次石破内閣は臨時閣議で衆議院解散を決定。午後4時4分、衆議院本会議で額賀福志郎議長が日本国憲法第7条により衆議院を解散する旨の解散詔書を読み上げ、解散された。首相就任から8日後の解散は戦後最短。本会議に先立ち、立憲民主党など野党4党が内閣不信任決議案を提出したが、解散が優先され、審議・採決が実施されることはなかった。
2024年1月1日に発生した能登半島地震・同年9月に発生した奥能登豪雨の被災地である石川県輪島市・珠洲市では投票時間を短縮し、珠洲市では投票所の数も前回より削減した。
投票所は全国4万5429カ所で、人手不足などにより、最多だった2000年の第42回衆議院議員総選挙に比べ15%減少した。
投票立会人の負担軽減などを理由に、全国の約4割の投票所が法定の投票終了時間（午後8時）を繰り上げた。これについては、XなどをはじめとするSNS上において反発の声が非常に多くなったほか、河村和徳をはじめとする多くの専門家からも投票時間の繰り上げに反発する声が上がっている。
投票の結果、政治資金パーティー収入の裏金問題などで保守層の支持を失っていた第一党の自由民主党（自民党）は公示前の247議席から56議席減らし191議席となる大敗を喫したほか、同じく連立政権を組む公明党と合わせた議席も215議席に留まり、自民党が野党に転落した2009年の第45回衆議院議員総選挙以来、15年ぶりに過半数（233議席）を割り込んだ。一方で野党側は64議席増加。野党第一党の立憲民主党（50議席獲得）と国民民主党の議席が顕著に増加したのに対して、第49回衆議院議員総選挙で躍進した日本維新の会は伸び悩む結果となった。

## 選挙データ

### 内閣
- 選挙時：第1次石破内閣（第102代）
  - 内閣総理大臣：石破茂（第28代自由民主党総裁）
  - 与党：自由民主党、公明党（自公連立政権）
- 選挙後：第2次石破内閣（第103代）
  - 内閣総理大臣：石破茂（第28代自由民主党総裁）
  - 与党：自由民主党、公明党（自公連立政権）

### 解散日
- 2024年（令和6年）10月9日

### 解散名・選挙名
- 日本創生解散

内閣総理大臣・自由民主党総裁の石破茂が解散後の記者会見で命名。
自民党以外の各国政政党は、以下のような呼称を唱えた。
- 裏金隠し解散、臭いものにフタ解散 - 立憲民主党代表の野田佳彦による命名[19][20][21]。
- 論戦を回避した党利党略解散 - 日本共産党委員長の田村智子による命名[20]。
- 裏金使い解散 - 国民民主党代表の玉木雄一郎による命名[20]。
- 猫の目解散、くるくるくるくるとリーダーである総理総裁の言うことが変わるという解散 - 日本維新の会代表の馬場伸幸による命名[20]。
- 徹底した政治改革解散 - 公明党幹事長の西田実仁による命名[20]。
- うそつき内閣によるトンズラ解散 - 社会民主党党首の福島瑞穂による命名[22]。
- 大義がないご都合解散 - 参政党代表の神谷宗幣による命名[22]。

### 公示日
- 2024年（令和6年）10月15日[23]

### 投票日
- 2024年（令和6年）10月27日

### 選挙啓発
- 総務省は、ポスター、リーフレット、インターネット広告、新聞広告、TVCMのほか、特設ホームページで投票方法、候補者・政党情報等の情報提供等を行う。
  - イメージキャラクター：大沢たかお・髙橋ひかる[24]
  - キャッチコピー：日本の、あしたを想う。その気持ちを、一票に。
- 各都道府県の選挙管理委員会は、独自に地元出身のタレントや地元スポーツチームの関係者等を中心にイメージキャラクターに起用し、ポスター・CMなどを製作[25][26][27][28][29]。
  - 群馬県選挙管理委員会は、啓発物品のデザインが間に合わないと判断、前年春の統一地方選挙で使用した、地元出身者を起用したデザインを流用し、選挙種別や日程を直して使いまわした[30]。

### 改選数
- 465
  - 小選挙区：289
  - 比例代表：176

### 選挙制度
- 小選挙区比例代表並立制
  - 小選挙区制
  - 比例代表制
    - 地域ブロック：11
      - 北海道ブロック　：08
      - 東北ブロック　　：12（ 1）
      - 北関東ブロック　：19
      - 南関東ブロック　：23（ 1）
      - 東京ブロック　　：19（ 2）
      - 北陸信越ブロック：10（ 1）
      - 東海ブロック　　：21
      - 近畿ブロック　　：28
      - 中国ブロック　　：10（ 1）
      - 四国ブロック　　：06
      - 九州ブロック　　：20

### 同日執行の選挙等
国民投票
- 最高裁判所裁判官国民審査

国政補欠選挙
- 参議院岩手県選挙区補欠選挙

首長選挙
- 岡山県知事選挙
- 富山県知事選挙
- 北海道釧路市長選挙
- 青森県田舎館村長選挙
- 宮城県白石市長選挙

- 山形県飯豊町長選挙
- 神奈川県箱根町長選挙
- 茨城県つくば市長選挙
- 長野県千曲市長選挙

- 石川県七尾市長選挙
- 大阪府阪南市長選挙
- 滋賀県湖南市長選挙
- 奈良県葛城市長選挙

- 山口県光市長選挙
- 山口県周防大島町長選挙
- 愛媛県愛南町長選挙
- 愛媛県東温市長選挙

地方議会議員選挙
- 北海道豊浦町議会議員選挙
- 青森県田舎館村議会議員補欠選挙
- 岩手県宮古市議会議員補欠選挙
- 茨城県つくば市議会議員選挙
- 千葉県袖ケ浦市議会議員選挙
- 山梨県南部町議会議員選挙

- 山梨県笛吹市議会議員選挙
- 長野県東御市議会議員選挙
- 新潟県阿賀野市議会議員選挙
- 富山県議会議員補欠選挙
- 大阪府議会議員補欠選挙

- 大阪府大阪市議会議員補欠選挙
- 大阪府堺市議会議員補欠選挙
- 滋賀県湖南市議会議員補欠選挙
- 滋賀県甲賀市議会議員補欠選挙
- 愛媛県東温市議会議員選挙

- 山口県光市議会議員選挙
- 山口県周防大島町議会議員選挙
- 福岡県宗像市議会議員選挙
- 宮崎県都城市議会議員補欠選挙
- 鹿児島県薩摩川内市議会議員選挙

以下の選挙は投開票が予定されていたが、無投票で実施されなかった。
- 北海道豊浦町長選挙
- 福島県葛尾村長選挙
- 山梨県笛吹市長選挙
- 長野県高山村長選挙

- 長野県天龍村長選挙
- 新潟県三条市長選挙
- 富山県氷見市長選挙

- 岐阜県揖斐川町長選挙
- 滋賀県甲賀市長選挙
- 山口県宇部市長選挙

- 高知県芸西村長選挙
- 宮崎県都城市長選挙
- 鹿児島県薩摩川内市長選挙

- 北海道議会議員補欠選挙

- 神奈川県箱根町議会議員補欠選挙

- 三重県菰野町議会議員選挙

## 選挙活動
小選挙区：1113人、比例代表単独：231人の1344人が立候補した。小選挙区比例代表並立制の導入以降、最少の候補者数だった前回総選挙の1051人から293人増加。
女性候補者は314人で、総選挙では最多だった2009年の229人を上回り、過去最多を更新。全候補者に占める女性の割合は23.36％で過去最高。政党別では共産が88人で最多。自民が55人、立民が53人と続いた。

### 党派別立候補者数
| 党派              | 党派                     | 計    | 内訳 | 内訳 | 内訳 | 男性  | 女性 | 小選挙区 | 小選挙区 | 小選挙区 | 小選挙区 | 小選挙区 | 小選挙区 | 比例代表 | 比例代表 | 比例代表 | 比例代表 | 比例代表 | 比例代表 | 比例代表 | 比例代表 | 公示前 |
| 党派              | 党派                     | 計    | 前   | 元   | 新   | 男性  | 女性 | 計       | 前       | 元       | 新       | 男性     | 女性     | 計       | 単独     | 重複     | 前       | 元       | 新       | 男性     | 女性     | 公示前 |
| ----------------- | ------------------------ | ----- | ---- | ---- | ---- | ----- | ---- | -------- | -------- | -------- | -------- | -------- | -------- | -------- | -------- | -------- | -------- | -------- | -------- | -------- | -------- | ------ |
|                   | 自由民主党               | 342   | 230  | 10   | 102  | 287   | 55   | 266      | 215      | 8        | 43       | 241      | 25       | 285      | 76       | 209      | 15       | 2        | 59       | 46       | 30       | 247    |
|                   | 立憲民主党               | 237   | 95   | 29   | 113  | 184   | 53   | 207      | 94       | 25       | 88       | 160      | 47       | 234      | 30       | 204      | 1        | 4        | 25       | 24       | 6        | 98     |
|                   | 日本維新の会             | 164   | 43   | 9    | 112  | 135   | 29   | 163      | 43       | 9        | 111      | 134      | 29       | 146      | 1        | 145      | 0        | 0        | 1        | 1        | 0        | 44     |
|                   | 公明党                   | 50    | 27   | 0    | 23   | 42    | 8    | 11       | 9        | 0        | 2        | 10       | 1        | 39       | 39       | 0        | 18       | 0        | 21       | 32       | 7        | 32     |
|                   | 日本共産党               | 236   | 8    | 8    | 220  | 148   | 88   | 213      | 3        | 2        | 208      | 139      | 74       | 35       | 23       | 12       | 5        | 6        | 12       | 9        | 14       | 10     |
|                   | 国民民主党               | 42    | 7    | 5    | 30   | 33    | 9    | 41       | 7        | 5        | 29       | 32       | 9        | 42       | 1        | 41       | 0        | 0        | 1        | 1        | 0        | 7      |
|                   | れいわ新選組             | 35    | 3    | 3    | 29   | 23    | 12   | 19       | 3        | 3        | 13       | 10       | 9        | 32       | 16       | 16       | 0        | 0        | 16       | 13       | 3        | 3      |
|                   | 社会民主党               | 17    | 1    | 0    | 16   | 12    | 5    | 10       | 1        | 0        | 9        | 6        | 4        | 17       | 7        | 10       | 0        | 0        | 7        | 6        | 1        | 1      |
|                   | 参政党                   | 95    | 1    | 2    | 92   | 59    | 36   | 85       | 0        | 1        | 84       | 51       | 34       | 22       | 10       | 12       | 1        | 1        | 8        | 8        | 2        |        |
|                   | みんなでつくる党         | 6     | 0    | 0    | 6    | 4     | 2    | 6        | 0        | 0        | 6        | 4        | 2        | 1        | 0        | 1        | 0        | 0        | 0        | 0        | 0        | 0      |
|                   | 日本保守党               | 30    | 0    | 1    | 29   | 24    | 6    | 4        | 0        | 1        | 3        | 3        | 1        | 26       | 26       | 0        | 0        | 0        | 26       | 21       | 5        | 0      |
|                   | 安楽死制度を考える会     | 2     | 0    | 0    | 2    | 2     | 0    | －       | －       | －       | －       | －       | －       | 2        | 2        | 0        | 0        | 0        | 2        | 2        | 0        | 0      |
|                   | 川口自警団               | 1     | 0    | 0    | 1    | 1     | 0    | 1        | 0        | 0        | 1        | 1        | 0        | －       | －       | －       | －       | －       | －       | －       | －       | 0      |
|                   | 自民党を終わらせる党     | 1     | 0    | 1    | 0    | 1     | 0    | 1        | 0        | 1        | 0        | 1        | 0        | －       | －       | －       | －       | －       | －       | －       | －       | 0      |
|                   | 日本保守党               | 2     | 0    | 0    | 2    | 2     | 0    | 2        | 0        | 0        | 2        | 2        | 0        | －       | －       | －       | －       | －       | －       | －       | －       | 0      |
|                   | お金をみんなへシン独立党 | 1     | 0    | 0    | 1    | 1     | 0    | 1        | 0        | 0        | 1        | 1        | 0        | －       | －       | －       | －       | －       | －       | －       | －       | 0      |
|                   | 心の党                   | 1     | 0    | 0    | 1    | 1     | 0    | 1        | 0        | 0        | 1        | 1        | 0        | －       | －       | －       | －       | －       | －       | －       | －       | 0      |
|                   | 鼎立の党                 | 1     | 0    | 0    | 1    | 1     | 0    | 1        | 0        | 0        | 1        | 1        | 0        | －       | －       | －       | －       | －       | －       | －       | －       | 0      |
|                   | 無所属                   | 81    | 18   | 6    | 57   | 70    | 11   | 81       | 18       | 6        | 57       | 70       | 11       | －       | －       | －       | －       | －       | －       | －       | －       | 22     |
| 総計              | 総計                     | 1,344 | 433  | 74   | 837  | 1,030 | 314  | 1,113    | 393      | 61       | 659      | 867      | 246      | 881      | 231      | 650      | 40       | 13       | 178      | 163      | 68       | 465    |
| 出典：総務省、NHK |                          |       |      |      |      |       |      |          |          |          |          |          |          |          |          |          |          |          |          |          |          |        |

公示前は欠員0。公示前の欄のうち、無所属には裏金問題や選挙区調整で自民党から非公認となった11人を含む。

ただし、報道機関によっては自民党の公示前勢力に非公認の11人を加え258人とする場合や、党員資格停止中の2人（下村博文・西村康稔）のみを除き256人とする場合もあるほか、維新の公示前勢力は党員資格停止中の1人（足立康史）を除き43人と報じる場合もある。

### 都道府県別小選挙区立候補者数
| 都道府県 | 区数 | 自民 | 公明 | 無所 | 与党計 | 立民 | 維新 | 共産 | 国民 | れ新 | 社民 | 参政 | みんな | 諸他 | 無所 | 野党計 | 計    |
| -------- | ---- | ---- | ---- | ---- | ------ | ---- | ---- | ---- | ---- | ---- | ---- | ---- | ------ | ---- | ---- | ------ | ----- |
| 北海道   | 12   | 11   | 1    | 0    | 12     | 12   | 3    | 9    | 0    | 0    | 0    | 1    | 0      | 0    | 2    | 27     | 39    |
| 青森県   | 3    | 3    | 0    | 0    | 3      | 2    | 1    | 2    | 1    | 0    | 0    | 0    | 0      | 0    | 2    | 8      | 11    |
| 岩手県   | 3    | 3    | 0    | 0    | 3      | 3    | 0    | 1    | 0    | 0    | 0    | 0    | 0      | 0    | 0    | 4      | 7     |
| 宮城県   | 5    | 5    | 0    | 0    | 5      | 4    | 4    | 1    | 0    | 1    | 0    | 0    | 0      | 0    | 0    | 10     | 15    |
| 秋田県   | 3    | 3    | 0    | 0    | 3      | 3    | 1    | 3    | 1    | 0    | 0    | 0    | 0      | 0    | 0    | 8      | 11    |
| 山形県   | 3    | 3    | 0    | 0    | 3      | 2    | 0    | 3    | 1    | 1    | 0    | 0    | 0      | 0    | 0    | 7      | 10    |
| 福島県   | 4    | 3    | 0    | 1    | 4      | 4    | 0    | 3    | 0    | 0    | 0    | 0    | 0      | 0    | 0    | 7      | 11    |
| 茨城県   | 7    | 7    | 0    | 0    | 7      | 2    | 4    | 6    | 1    | 1    | 0    | 0    | 0      | 0    | 3    | 17     | 24    |
| 栃木県   | 5    | 5    | 0    | 0    | 5      | 4    | 2    | 3    | 0    | 0    | 0    | 0    | 0      | 0    | 2    | 11     | 16    |
| 群馬県   | 5    | 5    | 0    | 0    | 5      | 3    | 1    | 4    | 0    | 0    | 0    | 0    | 0      | 0    | 1    | 9      | 14    |
| 埼玉県   | 16   | 13   | 1    | 2    | 16     | 13   | 12   | 14   | 3    | 2    | 0    | 0    | 1      | 4    | 1    | 50     | 66    |
| 千葉県   | 14   | 14   | 0    | 0    | 14     | 11   | 7    | 14   | 2    | 2    | 1    | 7    | 0      | 0    | 2    | 46     | 60    |
| 神奈川県 | 20   | 20   | 0    | 0    | 20     | 18   | 15   | 15   | 2    | 1    | 1    | 9    | 0      | 0    | 4    | 65     | 85    |
| 山梨県   | 2    | 2    | 0    | 0    | 2      | 1    | 0    | 2    | 0    | 0    | 0    | 1    | 0      | 0    | 0    | 4      | 6     |
| 東京都   | 30   | 24   | 1    | 5    | 30     | 21   | 22   | 20   | 11   | 2    | 0    | 19   | 4      | 1    | 14   | 114    | 144   |
| 新潟県   | 5    | 4    | 0    | 2    | 6      | 5    | 3    | 1    | 0    | 0    | 0    | 0    | 0      | 0    | 0    | 9      | 15    |
| 富山県   | 3    | 3    | 0    | 0    | 3      | 2    | 1    | 3    | 1    | 0    | 0    | 0    | 0      | 0    | 1    | 8      | 11    |
| 石川県   | 3    | 3    | 0    | 0    | 3      | 3    | 1    | 3    | 1    | 0    | 0    | 0    | 0      | 0    | 1    | 9      | 12    |
| 福井県   | 2    | 1    | 0    | 1    | 2      | 2    | 1    | 2    | 0    | 0    | 0    | 1    | 0      | 0    | 2    | 8      | 10    |
| 長野県   | 5    | 5    | 0    | 0    | 5      | 4    | 2    | 2    | 0    | 0    | 0    | 0    | 0      | 0    | 0    | 8      | 13    |
| 岐阜県   | 5    | 5    | 0    | 0    | 5      | 2    | 1    | 2    | 1    | 1    | 0    | 0    | 0      | 0    | 1    | 8      | 13    |
| 静岡県   | 8    | 8    | 0    | 0    | 8      | 7    | 3    | 4    | 1    | 1    | 0    | 1    | 0      | 0    | 4    | 21     | 29    |
| 愛知県   | 16   | 15   | 1    | 0    | 16     | 12   | 8    | 13   | 4    | 1    | 1    | 1    | 0      | 4    | 1    | 45     | 61    |
| 三重県   | 4    | 4    | 0    | 0    | 4      | 4    | 2    | 3    | 0    | 0    | 0    | 0    | 0      | 0    | 0    | 9      | 13    |
| 滋賀県   | 3    | 3    | 0    | 0    | 3      | 1    | 3    | 2    | 0    | 0    | 0    | 1    | 0      | 0    | 0    | 7      | 10    |
| 京都府   | 6    | 6    | 0    | 0    | 6      | 4    | 5    | 6    | 0    | 1    | 0    | 4    | 0      | 0    | 4    | 24     | 30    |
| 大阪府   | 19   | 15   | 4    | 0    | 19     | 5    | 19   | 16   | 1    | 2    | 1    | 10   | 0      | 0    | 4    | 58     | 77    |
| 兵庫県   | 12   | 9    | 2    | 1    | 12     | 8    | 12   | 11   | 1    | 1    | 0    | 7    | 1      | 0    | 3    | 44     | 56    |
| 奈良県   | 3    | 3    | 0    | 0    | 3      | 3    | 3    | 3    | 0    | 0    | 0    | 1    | 0      | 0    | 0    | 10     | 13    |
| 和歌山県 | 2    | 2    | 0    | 0    | 2      | 2    | 1    | 2    | 0    | 0    | 0    | 1    | 0      | 2    | 1    | 9      | 11    |
| 鳥取県   | 2    | 2    | 0    | 0    | 2      | 2    | 0    | 2    | 0    | 0    | 0    | 0    | 0      | 0    | 0    | 4      | 6     |
| 島根県   | 2    | 2    | 0    | 0    | 2      | 2    | 0    | 2    | 0    | 0    | 0    | 0    | 0      | 0    | 0    | 4      | 6     |
| 岡山県   | 4    | 4    | 0    | 0    | 4      | 4    | 1    | 4    | 1    | 0    | 0    | 0    | 0      | 0    | 0    | 10     | 14    |
| 広島県   | 6    | 5    | 1    | 0    | 6      | 4    | 3    | 5    | 1    | 0    | 0    | 0    | 0      | 0    | 2    | 15     | 21    |
| 山口県   | 3    | 3    | 0    | 0    | 3      | 2    | 1    | 2    | 1    | 0    | 0    | 0    | 0      | 0    | 0    | 6      | 9     |
| 徳島県   | 2    | 2    | 0    | 0    | 2      | 1    | 2    | 2    | 0    | 0    | 0    | 0    | 0      | 0    | 2    | 7      | 9     |
| 香川県   | 3    | 3    | 0    | 0    | 3      | 2    | 2    | 3    | 1    | 0    | 0    | 1    | 0      | 0    | 0    | 9      | 12    |
| 愛媛県   | 3    | 3    | 0    | 0    | 3      | 3    | 1    | 2    | 1    | 0    | 0    | 0    | 0      | 0    | 0    | 7      | 10    |
| 高知県   | 2    | 2    | 0    | 0    | 2      | 1    | 0    | 1    | 0    | 0    | 0    | 0    | 0      | 0    | 0    | 2      | 4     |
| 福岡県   | 11   | 10   | 0    | 1    | 11     | 6    | 8    | 8    | 2    | 1    | 3    | 7    | 0      | 0    | 6    | 41     | 52    |
| 佐賀県   | 2    | 2    | 0    | 0    | 2      | 2    | 0    | 1    | 0    | 0    | 0    | 1    | 0      | 0    | 0    | 4      | 6     |
| 長崎県   | 3    | 3    | 0    | 0    | 3      | 2    | 3    | 1    | 1    | 0    | 0    | 2    | 0      | 0    | 0    | 9      | 12    |
| 熊本県   | 4    | 4    | 0    | 0    | 4      | 2    | 1    | 1    | 0    | 0    | 1    | 3    | 0      | 0    | 0    | 8      | 12    |
| 大分県   | 3    | 3    | 0    | 0    | 3      | 2    | 0    | 2    | 0    | 0    | 0    | 1    | 0      | 0    | 2    | 7      | 10    |
| 宮崎県   | 3    | 3    | 0    | 0    | 3      | 1    | 1    | 2    | 1    | 0    | 0    | 1    | 0      | 0    | 0    | 6      | 9     |
| 鹿児島県 | 4    | 4    | 0    | 1    | 5      | 2    | 1    | 1    | 0    | 0    | 1    | 2    | 0      | 0    | 0    | 7      | 12    |
| 沖縄県   | 4    | 4    | 0    | 0    | 4      | 2    | 2    | 1    | 0    | 1    | 1    | 3    | 0      | 0    | 2    | 12     | 16    |
| 合計     | 289  | 266  | 11   | 14   | 291    | 207  | 163  | 213  | 41   | 19   | 10   | 85   | 6      | 11   | 67   | 822    | 1,113 |

与党（自民党、公明党、自民党非公認）
立憲民主党
日本維新の会
日本共産党
国民民主党
れいわ新選組
社会民主党
参政党

### 比例ブロック別立候補者数
|      |                      | 合計 | 合計 | 北海道 | 北海道 | 東北 | 東北 | 北関東 | 北関東 | 南関東 | 南関東 | 東京 | 東京 | 北陸信越 | 北陸信越 | 東海 | 東海 | 近畿 | 近畿 | 中国 | 中国 | 四国 | 四国 | 九州 | 九州 |
| 党派 | 党派                 | 計   | 計   | 計     | 計     | 計   | 計   | 計     | 計     | 計     | 計     | 計   | 計   | 計       | 計       | 計   | 計   | 計   | 計   | 計   | 計   | 計   | 計   | 計   | 計   |
| 党派 | 党派                 | 単独 | 重複 | 単独   | 重複   | 単独 | 重複 | 単独   | 重複   | 単独   | 重複   | 単独 | 重複 | 単独     | 重複     | 単独 | 重複 | 単独 | 重複 | 単独 | 重複 | 単独 | 重複 | 単独 | 重複 |
| ---- | -------------------- | ---- | ---- | ------ | ------ | ---- | ---- | ------ | ------ | ------ | ------ | ---- | ---- | -------- | -------- | ---- | ---- | ---- | ---- | ---- | ---- | ---- | ---- | ---- | ---- |
|      | 自由民主党           | 285  | 285  | 15     | 15     | 19   | 19   | 36     | 36     | 31     | 31     | 29   | 29   | 19       | 19       | 35   | 35   | 38   | 38   | 19   | 19   | 14   | 14   | 30   | 30   |
| 76   | 自由民主党           | 209  | 5    | 10     | 6      | 13   | 11   | 25     | 4      | 27     | 7      | 22   | 10   | 9        | 9        | 26   | 7    | 31   | 7    | 12   | 6    | 8    | 4    | 26   |      |
|      | 公明党               | 39   | 39   | 2      | 2      | 3    | 3    | 4      | 4      | 4      | 4      | 4    | 4    | 2        | 2        | 4    | 4    | 5    | 5    | 3    | 3    | 2    | 2    | 6    | 6    |
| 39   | 公明党               | 0    | 2    | 0      | 3      | 0    | 4    | 0      | 4      | 0      | 4      | 0    | 2    | 0        | 4        | 0    | 5    | 0    | 3    | 0    | 2    | 0    | 6    | 0    |      |
|      | 立憲民主党           | 234  | 234  | 15     | 15     | 21   | 21   | 25     | 25     | 32     | 32     | 25   | 25   | 17       | 17       | 27   | 27   | 27   | 27   | 16   | 16   | 8    | 8    | 21   | 21   |
| 30   | 立憲民主党           | 204  | 4    | 11     | 3      | 18   | 3    | 22     | 3      | 29     | 4      | 21   | 1    | 16       | 3        | 24   | 4    | 23   | 2    | 14   | 1    | 7    | 2    | 19   |      |
|      | 日本維新の会         | 146  | 146  | 4      | 4      | 6    | 6    | 19     | 19     | 22     | 22     | 22   | 22   | 8        | 8        | 14   | 14   | 25   | 25   | 5    | 5    | 5    | 5    | 16   | 16   |
| 1    | 日本維新の会         | 145  | 1    | 3      | 0      | 6    | 0    | 19     | 0      | 22     | 0      | 22   | 0    | 8        | 0        | 14   | 0    | 25   | 0    | 5    | 0    | 5    | 0    | 16   |      |
|      | 日本共産党           | 35   | 35   | 2      | 2      | 3    | 3    | 3      | 3      | 4      | 4      | 5    | 5    | 2        | 2        | 3    | 3    | 5    | 5    | 2    | 2    | 2    | 2    | 4    | 4    |
| 23   | 日本共産党           | 12   | 1    | 1      | 2      | 1    | 2    | 1      | 3      | 1      | 3      | 2    | 2    | 0        | 3        | 0    | 2    | 3    | 2    | 0    | 1    | 1    | 2    | 2    |      |
|      | 国民民主党           | 42   | 42   | 1      | 1      | 3    | 3    | 4      | 4      | 4      | 4      | 11   | 11   | 2        | 2        | 6    | 6    | 2    | 2    | 3    | 3    | 2    | 2    | 4    | 4    |
| 1    | 国民民主党           | 41   | 1    | 0      | 0      | 3    | 0    | 4      | 0      | 4      | 0      | 11   | 0    | 2        | 0        | 6    | 0    | 2    | 0    | 3    | 0    | 2    | 0    | 4    |      |
|      | れいわ新選組         | 32   | 32   | 1      | 1      | 3    | 3    | 3      | 3      | 4      | 4      | 4    | 4    | 1        | 1        | 5    | 5    | 5    | 5    | 1    | 1    | 1    | 1    | 4    | 4    |
| 16   | れいわ新選組         | 16   | 1    | 0      | 1      | 2    | 2    | 1      | 1      | 3      | 2      | 2    | 1    | 0        | 2        | 3    | 2    | 3    | 1    | 0    | 1    | 0    | 2    | 2    |      |
|      | 社会民主党           | 17   | 17   | 1      | 1      | 1    | 1    | 1      | 1      | 2      | 2      | 1    | 1    | 1        | 1        | 1    | 1    | 1    | 1    | 1    | 1    | 1    | 1    | 6    | 6    |
| 7    | 社会民主党           | 10   | 1    | 0      | 1      | 0    | 1    | 0      | 0      | 2      | 1      | 0    | 1    | 0        | 0        | 1    | 0    | 1    | 1    | 0    | 1    | 0    | 0    | 6    |      |
|      | 参政党               | 22   | 22   | 1      | 1      | 1    | 1    | 1      | 1      | 3      | 3      | 3    | 3    | 1        | 1        | 1    | 1    | 5    | 5    | 1    | 1    | 1    | 1    | 4    | 4    |
| 10   | 参政党               | 12   | 0    | 1      | 1      | 0    | 1    | 0      | 1      | 2      | 1      | 2    | 1    | 0        | 1        | 0    | 1    | 4    | 1    | 0    | 0    | 1    | 2    | 2    |      |
|      | みんなでつくる党     | 1    | 1    | 0      | 0      | 0    | 0    | 0      | 0      | 0      | 0      | 1    | 1    | 0        | 0        | 0    | 0    | 0    | 0    | 0    | 0    | 0    | 0    | 0    | 0    |
| 0    | みんなでつくる党     | 1    | 0    | 0      | 0      | 0    | 0    | 0      | 0      | 0      | 0      | 1    | 0    | 0        | 0        | 0    | 0    | 0    | 0    | 0    | 0    | 0    | 0    | 0    |      |
|      | 日本保守党           | 26   | 26   | 2      | 2      | 0    | 0    | 4      | 4      | 5      | 5      | 4    | 4    | 0        | 0        | 5    | 5    | 6    | 6    | 0    | 0    | 0    | 0    | 0    | 0    |
| 26   | 日本保守党           | 0    | 2    | 0      | 0      | 0    | 4    | 0      | 5      | 0      | 4      | 0    | 0    | 0        | 5        | 0    | 6    | 0    | 0    | 0    | 0    | 0    | 0    | 0    |      |
|      | 安楽死制度を考える会 | 2    | 2    | 2      | 2      | 0    | 0    | 0      | 0      | 0      | 0      | 0    | 0    | 0        | 0        | 0    | 0    | 0    | 0    | 0    | 0    | 0    | 0    | 0    | 0    |
| 2    | 安楽死制度を考える会 | 0    | 2    | 0      | 0      | 0    | 0    | 0      | 0      | 0      | 0      | 0    | 0    | 0        | 0        | 0    | 0    | 0    | 0    | 0    | 0    | 0    | 0    | 0    |      |
| 総計 | 総計                 | 881  | 881  | 46     | 46     | 60   | 60   | 100    | 100    | 111    | 111    | 109  | 109  | 53       | 53       | 101  | 101  | 119  | 119  | 51   | 51   | 36   | 36   | 95   | 95   |
| 総計 | 総計                 | 231  | 650  | 20     | 26     | 17   | 43   | 28     | 72     | 21     | 90     | 26   | 83   | 18       | 35       | 27   | 74   | 27   | 92   | 17   | 34   | 12   | 24   | 18   | 77   |

### 党派の動き

#### 与党
- 自由民主党（総裁：石破茂）

総裁の石破は勝敗ラインについて与党（自民・公明）で過半数の233議席と述べた。政治資金収支報告書の不記載があった者のうち、党員資格停止処分を受けたかその後の対応が不十分と判断された12人（うち3人は立候補断念）と比例単独での立候補を予定していた3人（うち1人は空白選挙区に転出、2人は立候補断念）を公認せず、それ以外の該当者34人についても比例名簿に掲載せずに小選挙区のみの公認とした。女性候補は56人で、前回2021年の衆院選の33人からおよそ7割増やした。小選挙区比例代表並立制になって以降最多。
- 公明党（代表：石井啓一）

代表の石井は、勝敗ラインに「自公で過半数」を掲げた。党としては、公認候補者を立てた11小選挙区の全勝を目標に掲げたが、比例代表については具体的な得票数を掲げず、現有23議席以上の獲得を目指すとした。自民党の政治資金収支報告書の不記載候補者について、地元の意向などを考慮して一部に推薦を出した。

#### 野党
- 立憲民主党（代表：野田佳彦）

政権交代を目指す方針を明示し、自公の過半数割れと比較第1党の奪取を目標に掲げ、比例代表単独を含めて衆議院の定数の半数を上回る候補者を擁立した。また、代表の野田などが比例重複立候補を見送ったほか、女性議員を増やすため、比例北海道ブロックでは前職でない女性の比例順位を優遇した。
- 日本維新の会（代表：馬場伸幸）

与党の過半数割れを目標とし、大阪府内で全19選挙区に候補者を擁立した。従来は擁立を見送っていた大阪・兵庫で公明党が議席を有する6選挙区にも立てたほか、大阪では一部を除き比例重複を禁止し小選挙区のみの公認とした。また選挙前には、統一会派を組んでいた教育無償化を実現する会（前原誠司代表）の所属国会議員5人のうち4人（参議院議員1人含む）が合流し、新人候補1人を含む4人が維新の公認候補として立候補。
- 日本共産党（委員長：田村智子）

野党共闘の下で候補者を絞った前回から大きく方針を転換し、多くの選挙区に独自候補を擁立。全体の約半数となる140超の選挙区で立憲民主党の候補者と競合した。その上で目標は比例代表で650万票、得票率10%、現有議席の死守と議席増を目指すとした。
- 国民民主党（代表：玉木雄一郎）

北海道を除く比例10ブロックの選挙区に重複立候補で擁立し、小選挙区候補者のいない北海道では比例単独候補を擁立した。前回の総選挙で獲得した11議席を最低目標とした。
- れいわ新選組（代表：山本太郎）

比例全11ブロックに候補者を擁立したほか、小選挙区では立憲民主党を「戦わない野党」と批判し、野田佳彦・枝野幸男など一部重鎮の選挙区に対抗馬を擁立した。
- 社会民主党（党首：福島瑞穂）

比例の全ブロックに候補者を擁立。比例九州ブロックを含む3 - 5議席の獲得を目標とした。
- 参政党（代表：神谷宗幣）

4議席の獲得を目標とし、東京、南関東、近畿、九州の比例4ブロックの選挙区を中心に候補者を擁立した。

#### 諸派
- みんなでつくる党（党首：大津綾香）

小選挙区で党首の大津を含む6人が立候補。また、大津は比例との重複とした。
- 安楽死制度を考える会（代表：佐野秀光）

比例北海道ブロックに代表の佐野と党道連代表の中村治の2人を擁立した。
- 日本保守党（代表：百田尚樹）

作家の百田が創設した政治団体。愛知県の小選挙区に共同代表で前名古屋市長の河村たかしら4人、比例の6ブロックに代表の百田をはじめ事務総長の有本香、島田洋一ら26人の計30人を擁立した。
- 川口自警団（代表：津村大作）

埼玉2区に、代表で不動産会社社長の津村を擁立した。
- 自民党を終わらせる党（代表：橋本勉）

埼玉13区に、代表で元衆議院議員の橋本勉を擁立した。
- 日本保守党（代表：石濱哲信）

元自衛隊員の石濱が創設した政治団体。前述の百田が創設した「日本保守党」より先の設立（2021年5月）であり、同党との関連はない。埼玉14区に埼玉工業大非常勤講師の高橋易資、埼玉15区に元埼玉県草加市議の河合悠祐を擁立した。
- お金をみんなへシン独立党（代表：新藤伸夫）

東京1区に、代表の新藤を擁立した。
- 心の党[注 3]（代表：正司武）

和歌山1区に、代表で歯科医師の正司を擁立した。
- 鼎立の党（代表：高橋秀彰）

和歌山2区に、代表で農業の高橋を擁立した。

#### その他
公認候補の擁立を見送った主な政治団体は以下の通り。
- NHKから国民を守る党（党首：立花孝志）

立花党首は、記者会見で「今のところ党としての公認を出さない。小選挙区比例代表を含めて出さない」「積極的に選挙運動をするわけではない。今回の総選挙においては、基本的に静観するという方向」と表明。
- 幸福実現党（党首：釈量子）

参議院岩手県選挙区補欠選挙に公認候補を擁立しており、補選への集中的な取り組みを最優先することを理由に、総選挙への候補擁立を見送ると表明。
- ファーストの会（代表：森村隆行）

東京都知事の小池百合子が特別顧問を務める地域政党都民ファーストの会が国政進出を目指して設立したファーストの会は独自候補擁立を断念し、国民民主党の候補を支援すると表明。
- 新党大地（代表：鈴木宗男）

自民党北海道連との選挙協力を発表。鈴木宗男代表は過去の選挙でも自民党の候補者を個別に応援してきたが、道連と組織単位での選挙協力は初となる。自民側から選挙協力を求め、新党大地は政治の安定を目指す観点から支援を決定。新党大地からは候補を擁立せず、自民の公認候補から要請があれば推薦して支援するとした。
- 共和党（物差：首藤信彦）

「政党への潤沢な公的政治資金提供を前提とした総選挙はそれ自体が民主主義の否定であると言っても過言ではない」として参加しなかった。
なお、参議院議員の音喜多駿、丸川珠代（以上、2019年・東京都選挙区選出）、東徹（2019年・大阪府選挙区選出）、世耕弘成（2019年・和歌山県選挙区選出）、梅村聡、山本香苗（以上、2019年・比例区選出）、田村智子（2022年・比例区選出）の7名は本総選挙に立候補したため、公示日の2024年10月15日に、公職選挙法第90条の規定により、参議院議員を退職（自動失職）した。
また、名古屋市長の河村たかしは公示前に辞職願を提出したが、市会は辞職願に対し、反対多数で不同意。河村は辞職の同意を得られないまま本総選挙に立候補したため、公示日の2024年10月15日に、同法の規定により、市長を退職（自動失職）した。

#### 公約・マニフェスト
- 自由民主党　　　　　　　　　：自民党 令和6年政権公約
- 公明党　　　　　　　　　　　：衆院選重点政策 公明党
- 立憲民主党　　　　　　　　　：立憲の政策がまるごとわかる 立憲民主党 政策集2024
- 日本維新の会　　　　　　　　：第50回衆議院議員選挙　マニフェスト全文
- 日本共産党　　　　　　　　　：2024年総選挙政策　日本共産党の躍進で、自民党政治のゆがみを正す改革を
- 国民民主党　　　　　　　　　：国民民主党 2024政策パンフレット
- れいわ新選組　　　　　　　　：れいわ新選組2024衆議院選挙 マニフェスト
- 社会民主党　　　　　　　　　：2024衆議院総選挙政策　日本を立て直す社民党6つのプラン
- 参政党　　　　　　　　　　　：公約 | 第50回衆議院選挙-50th House of Representatives Election- 日本をなめるな！
- みんなでつくる党　　　　　　：第50回衆議院議員総選挙に係る選挙公約について
- 安楽死制度を考える会　　　　：「日本でも安楽死制度を」安楽死制度を考える会の訴え
- 日本保守党（代表：百田尚樹）：日本保守党の重点政策項目
- 川口自警団　　　　　　　　　：
- 自民党を終わらせる党　　　　：
- 日本保守党（代表：石濱哲信）：
- お金をみんなへシン独立党　　：
- 心の党　　　　　　　　　　　：議員革命・産業革命をするため正義を貫いて、内閣改造、法律改定をする[88]。議員定数の削減、消費税の廃止、休日を増やす[89]。
- 鼎立の党　　　　　　　　　　：政策理念 （リンク先やや下に記載）

#### キャッチコピー
- 自由民主党　　　　　　　　　：日本を守る。成長を力に。
- 公明党　　　　　　　　　　　：希望の未来は、実現できる。
- 立憲民主党　　　　　　　　　：政権交代こそ、最大の政治改革
- 日本維新の会　　　　　　　　：古い政治を打ち破れ。
- 日本共産党　　　　　　　　　：日本共産党の躍進で、自民党政治のゆがみを正す改革を
- 国民民主党　　　　　　　　　：手取りを増やす。
- れいわ新選組　　　　　　　　：世界に絶望してる？だったら変えよう。れいわと一緒に。
- 社会民主党　　　　　　　　　：がんこに平和 くらしが一番
- 参政党　　　　　　　　　　　：日本をなめるな
- みんなでつくる党　　　　　　：共に築く、多彩な未来へ。
- 安楽死制度を考える会　　　　：世界で進みつつある安楽死制度が日本でも欲しくないですか？
- 日本保守党（代表：百田尚樹）：日本を豊かに、強く。
- 川口自警団　　　　　　　　　：
- 自民党を終わらせる党　　　　：
- 日本保守党（代表：石濱哲信）：
- お金をみんなへシン独立党　　：
- 心の党　　　　　　　　　　　：
- 鼎立の党　　　　　　　　　　：自然と人の未来の為に

## 選挙報道

### 情勢、議席予測
選挙期間中に報道された選挙情勢・獲得議席数の予測は以下のとおり。日付は予測のもととなった世論調査の実施日。
10月15日、16日
- JNN[90][91]
  - 自民党は議席をおよそ30減らし、2009年以来15年ぶりに衆議院で単独過半数を割り込む可能性。公明党も小幅に議席を減らす可能性。ただ、自公では過半数を維持する見通し。野党では、立憲民主党は議席を40近く増やす可能性。日本維新の会と共産党などは議席を減らす可能性がある一方、国民民主党は大幅に議席を増やし、れいわ新選組も議席を増やす可能性。
- 毎日新聞[92]
  - 自民党と公明党の連立与党が過半数（233議席）を維持する見通しで、自民は公示前勢力（256議席）を割り込むものの、接戦区の多くで競り勝てば単独過半数の確保をうかがえる情勢。公明党も、候補者を擁立した11選挙区のうち4選挙区は優勢だが、石井啓一代表が立候補した埼玉14区を含む5選挙区が接戦。比例と合わせ、公示前の32議席を確保できるかは微妙な情勢。絶対安定多数（261議席）には届かない可能性。
  - 立憲民主党は公示前の98議席を上回る情勢。日本維新の会は小選挙区では地盤の大阪で優位に戦いを進める選挙区が多いが、大阪以外では苦戦。比例と合わせ、公示前の43議席を割り込む可能性。共産党は、沖縄の1選挙区での議席獲得が見通せず、比例も前回の9議席を下回りそう。国民民主党は比例が堅調で、小選挙区を含む全体で公示前の7議席からの倍増を視野に入れる。れいわ新選組は公示前の3議席から倍増の勢い。社民党は公示前と同じ1議席獲得のめどは立ちつつある。政治団体「日本保守党」も1議席を確保しそう。
  - 推定当選者数は、自民党が203～250、立憲民主党は117～163、日本維新の会（公示前43議席）は28～34、公明党（公示前32議席）は24～29、共産党（公示前10議席）は5～6、国民民主党（公示前7議席）は13～20、れいわ新選組（公示前3議席）は6、社民党（公示前1議席）は1、参政党（公示前1議席）は0、日本保守党は1、無所属（公示前14）は11～13。
- 讀賣新聞[93]
  - 自民、公明両党は衆院の過半数を確保する見通しだが、自民党は「政治とカネ」の問題を受けて苦戦。公示前の247議席を割り込む可能性があり、単独過半数の維持が焦点。公明党は、公示前の32議席確保は微妙な情勢。立憲民主党は、公示前98議席から30議席前後の上積みをうかがう。日本維新の会は不振で、公示前勢力から後退する可能性。共産党は小選挙区で1人が接戦となっており、比例では10議席前後の獲得が視野に入る。国民民主党は小選挙区で3人が優勢で、比例では前回の5議席から伸ばす勢いがある。れいわ新選組や社民党、参政党、日本保守党も議席を確保しそう。
- NNN[94]
  - 自民党と公明党は石破首相が勝敗ラインとしている「与党で過半数」を上回る勢い。しかし、自民党は公示前の247議席から減らす見通し。単独で過半数の233議席を維持できるかはギリギリの情勢。公明党も公示前の32議席を維持できず、数議席減の可能性。立憲民主党は公示前の98議席から上積みし130議席を超える勢い。ただ、野田代表が目指す政権交代の実現には及ばない情勢。日本維新の会は公示前の44議席から30議席台になる見通しで苦しい戦い。共産党は公示前の10議席を上回る情勢。国民民主党は公示前の7議席から議席を上積みする勢い。れいわ新選組は公示前の3議席から大きく増やす情勢。社民党は公示前の1議席を確保できそうな見通し。参政党は1議席を獲得する勢い。日本保守党は選挙区でも比例代表でも議席を獲得する勢いで政党要件を満たす5議席を獲得する可能性。
- 共同通信[95]
  - 自民は裏金問題が響き低調で、小選挙区でリードしているのは140程度にとどまる。比例代表は前回の72議席を下回るのは避けられない見込み。公明も伸び悩み、公示前勢力を維持できるか微妙な情勢。立憲は議席増へ勢いを見せ、公示前の98議席より伸ばす公算が大きい。維新は野党第1党の奪取が困難。共産は公示前勢力である10議席前後の獲得を見込む。国民民主は公示前の7議席から上積みする勢い。れいわ新選組は比例で複数の議席を獲得できる見通し。過半数を巡り、与野党の攻防が続く。
- 日本経済新聞[96][97][98]
  - 自民党は過半数の233議席に届かず過半数割れの可能性。公明党は公示前勢力を下回る可能性。立憲民主党は公示前の98から議席を伸ばす勢い。日本維新の会は関西圏以外では苦戦が強いられる。共産党は比例区で公示前勢力の9議席を維持できそう。国民民主党は公示前勢力を上回る見込み。れいわ新選組は議席の伸長が期待できそう。社民党は現有議席の確保が焦点。参政党は議席獲得が視野に入る。政治団体「日本保守党」は比例区で議席を獲得の可能性。

10月19日、20日
- 朝日新聞[99]
  - 自民・公明両党で過半数を維持するのが微妙な情勢で、自民は公示前勢力247議席から50議席程度減らす見通し。比例区では前回獲得の65議席を下回り、10議席前後減らす見通し。自民の単独過半数確保は難しく、割り込む公算が大きい。公明も公示前の32議席から減らし、30議席を割り込む見通し。選挙区は公示前の9議席から減らす可能性があり、比例区も公示前の23議席を下回る見通し。立憲民主は公示前勢力98議席から大幅に議席を増やし、140議席が視野に入る。選挙区では公示前の60議席より積み増す勢いで比例区でも公示前を上回る見通し。維新は公示前の44議席から減り、40議席を割る公算が大きい。選挙区では18議席前後、比例区では公示前より10議席前後減らす可能性がある。共産は小選挙区で1議席確保を狙い、比例区では公示前を上回りそう。国民民主は公示前の7議席から20議席前後の大幅増となる勢い。選挙区では前回より倍増の勢いで、比例区では10議席前後の積み増しが視野に入る。れいわは比例区で公示前から約3倍増やす10議席前後となる見込み。政治団体「日本保守党」は3議席前後の獲得を見込む。社民は小選挙区で1議席を確保できるかどうか。参政は比例区での議席確保を射程に入れる。裏金問題で自民の公認を得られなかった無所属候補12人のうち、その半数の当選が厳しい情勢。
- FNN[100]
  - 自民党は、約80の選挙区で公認候補が先行しているものの、東京など大都市圏を中心に接戦の選挙区が多い。また比例は前回の72議席を確保できるか微妙な状況で、単独過半数が厳しい情勢。公明党は、優勢な選挙区は1つにとどまっていて、与党による過半数確保を巡る攻防となると見られる。
  - 立憲民主党が前職を中心に50近くの選挙区で先行し議席を増やす公算が大きく、後半の選挙戦でどこまで伸ばせるかが焦点。日本維新の会は近畿の10選挙区ほどで優位な戦いだが、接戦や苦戦の選挙区が多い。比例で議席を減らす可能性もあり、勢力の確保が難しい情勢。共産党は、沖縄の選挙区で競り合っていて、比例とあわせ、議席10が微増する可能性。国民民主党は東海地方などで優勢な選挙区があり、比例も大きく伸ばし、全体で倍増の勢い。れいわ新選組も都市部での支持を背景に、比例で議席を増やす可能性。社民党は、1議席確保の情勢。参政党は、議席の確保が難しい状況。日本保守党が複数の議席をとる可能性。
- 産經新聞[101]
  - 自民党は大きく議席を減らす見通しで、連立政権を組む公明党と合わせても過半数を割り込む可能性。自民は、公示前の256議席から60議席程度減少する可能性があり、与党全体でも公示前の288議席から70議席程度落ち込みそう。公示前に98議席だった立憲民主党は50議席程度を増やし、7議席だった国民民主党は15議席程度を積み増すと見込まれる。10議席だった共産党は数議席を増やす可能性がある。日本維新の会は、公示前の43議席を維持するのは困難な情勢。小規模の党派が躍進する傾向がみられ、れいわ新選組が公示前の3から数議席を増やすと予想されるほか、政治団体「日本保守党」が公職選挙法上の政党要件の所属国会議員5人以上を満たす可能性。社民党は公示前勢力の1議席を維持。参政党は議席を獲得できるかが焦点。

10月20日、21日
- 共同通信[102]
  - 自民は裏金問題が響き前回調査に引き続き苦戦しており、単独で過半数を確保できない可能性。先行する選挙区は140程度に留まり、比例代表でも厳しい戦いで大幅に議席を減らす可能性。公明も低調で、伸び悩んでおり、北海道10区などでは苦しい戦いが続いている。自民・公明両党での過半数確保は微妙な情勢。立憲民主は選挙区で100程度の獲得を視野に入れ、比例代表でも増やすとみられる。維新は比例で伸び悩み、公示前43議席から減らしそう。国民民主は比例で支持を拡大。政治団体「日本保守党」は比例を中心に数議席獲得しそう。共産は公示前の10議席を上回る勢い。れいわも比例での上積みを視野に入れる。社民は選挙区で1議席確保を射程に入れた。参政は厳しい戦いで議席確保を見通せていない。

時期不明（10月21日報道）
- 時事通信[103]
  - 自民、公明両党の与党で過半数をうかがう。自民は派閥裏金事件による逆風で公示前の256議席から減らし、単独では過半数に届かない可能性。伝統的に地盤の厚い中国、四国、九州でおおむね堅調。一方、北海道と東北のほか東京、愛知、大阪といった都市部で苦戦が目立つ。候補を擁立した266選挙区のうち87で当選圏に入り、接戦区では64で優勢。比例代表は前回獲得した72議席を下回る可能性がある。公明は候補を立てた11選挙区のうち1つを確保し、激戦の10選挙区では5つで優位。比例は前回23議席の維持は見えず、全体では公示前勢力32に届くか微妙。
  - 立憲民主は公認候補がいる207選挙区のうち、24で議席確保のめどが立った。122の接戦区では半数超でリード、比例は前回の39を上回りそうで、公示前の98議席から増やす見通し。維新は強固な地盤を誇る大阪で7議席を固め、残る12選挙区は大半でやや優勢。ただ、他の都道府県では支持の広がりに欠け、比例も前回の25議席に届かない可能性。公示前勢力43の維持は不透明。共産と社民は前回勝利した沖縄で激戦。国民民主は3選挙区が当選圏内で、比例は前回の5議席から伸ばしそう。れいわ、参政、政治団体「日本保守党」は比例を中心に議席を獲得する可能性。

10月22日、23日
- JNN[104]
  - 自民は60議席近く減らし、公明も小幅に議席を減らす可能性がある。自民・公明両党で過半数を確保できず、割り込む可能性も。裏金問題が発覚した46人のうち、およそ15人は優勢。しかし10人は接戦となっていて、20人あまりは厳しい戦い。立憲民主は40議席余り増やす見込み。日本維新の会と共産は議席を減らす可能性がある。国民民主は大幅に議席を増やす可能性があり、れいわ新選組も議席を増やす公算が大きい。社民は議席を獲得する可能性があるが、参政は厳しい戦いとなる見通し。諸派の政治団体「日本保守党」は5議席以上獲得して政党要件を満たす可能性。
- 毎日新聞[105][106]
  - 自民と公明は失速しており、自民は単独過半数を割り込む公算が大きく、200議席を割り込む可能性。序盤では7県で全小選挙区獲得の勢いがあったが、今回は4つ。選挙区のうち、戦いを優位に進めるのは110程度に留まっており、40以上で激戦。比例区でも勢いは失われ、60議席程度の獲得に留まる見通し。公明は候補者を擁立した11選挙区のうち、戦いを優位に進めるのは4つに留まり、石井代表が立候補した埼玉14区でも激戦となっている。比例を合わせても前回の32に届くかは不透明な情勢。自民・公明両党で過半数を確保できるか微妙な情勢となっている。立憲民主は勢いを増し、北海道、宮城、福島、新潟、佐賀などの選挙区で戦いを優位に進め、公示前から大幅に議席を増やしそう。比例区でも前回39議席より増やすのは確実。維新は地盤である大阪で戦いを優位に進める一方、比例では苦戦しており、公示前の43議席に届かない可能性。共産は沖縄の選挙区で接戦に持ち込むも、比例では伸び悩み前回獲得の9議席を獲得できない可能性。国民民主は全国的に勢いを増し、公示前から3倍増の勢い。れいわは前回から倍増の勢いを維持。社民は1議席を確保。参政は議席獲得の可能性。政治団体「日本保守党」は複数議席獲得を視野に入れる。推定獲得議席は自民が171-225、立憲民主は126-177、維新は29-40、公明は23-29、共産は7-9、国民民主は23-29、れいわは6-7、社民は1、参政は0-1、諸派は1-6、無所属は10-17。

10月22日～24日
- 日本経済新聞[107]
  - 自民、公明両党が勝敗ラインとする過半数の議席確保は不透明で、与野党の攻防が激しい。立憲民主党は公示前勢力から上積みして150議席をうかがう。接戦の選挙区は序盤調査から増え、全体の5割弱。
- NNN[108]
  - 自民は序盤より苦戦の選挙区が増え、単独過半数を割り込む可能性が高まり、公明も伸び悩み、自公で過半数を維持できるかギリギリの情勢。立憲民主は序盤の勢いのまま、公示前勢力から40議席ほど上積みする見通し。維新は比例代表で伸び悩み、公示前勢力を維持するのは厳しい情勢。共産は現状維持、国民民主は公示前から大きく上積みする情勢。れいわ新選組は公示前から増やす情勢。社民、参政は1議席獲得の見通し。日本保守党は数議席を獲得する勢い。
- 讀賣新聞[109]
  - 与党の過半数確保を巡り激しい攻防。自民は公示前の247議席の維持や単独での過半数獲得は見通せなくなっている。公明は小選挙区候補11人のうち優勢なのは序盤の2人から変わらず、石井代表を含め大半が接戦を演じる。比例でも、前回並みの議席獲得は微妙な情勢。立憲は、序盤の勢いを加速させ、党全体で公示前98議席から大きく積み増す見通し。国民も公示前の7議席を上回るのは確実な情勢。維新は公示前44議席の維持は不透明感を増している。共産は比例で議席を増やす勢い。れいわ新選組、社民、参政、諸派の日本保守党も議席を確保しそう。

10月24日
- FNN[110]
  - 自民党は単独過半数に届かず、石破総理大臣が示した勝敗ライン「自民・公明両党で過半数」を巡るギリギリの攻防となる中、100以上の選挙区で与野党が激戦。
  - 自民党は200を超える議席を確保する見通しだが、大阪や北海道のほとんどの選挙区で厳しい戦い。選挙区で劣勢となっている閣僚もいて、単独での過半数獲得は厳しい情勢。公明党は、選挙区の多くで接戦が続いていて、比例での議席数の維持も難しい状況。全体では公示前の32議席から数議席を減らす見通し。
  - 立憲民主党が50議席の上積みをうかがう情勢。選挙区では、北海道で優勢に戦いを進め、首都圏を中心に与党候補と激戦となっていて、比例では議席を伸ばす見込み。日本維新の会は大阪で先行、あるいは優位な選挙区が多いものの、近畿以外で優勢な選挙区はなく、比例で前回を下回る見通し。公示前から数議席を減らす状況。共産党は2つの選挙区で接戦となっていて、比例とあわせて勢力を微増させる可能性。国民民主党は東海地方などの選挙区が優勢で、比例も大きく伸ばし、議席を倍以上に増やす勢い。れいわ新選組は、選挙区での当選が見込めていないが、比例により議席が増える見通し。社民党は1議席を確保する情勢。参政党は議席の確保が難しい。日本保守党が「政党要件」を満たす5議席をうかがう勢い。
- 産経新聞[111]
  - 接戦区を中心とする100選挙区の情勢を探った。自民、公明両党が苦戦する一方、立憲民主党などの野党が接戦を抜け出して優位に立っているケースが目立つ。約60小選挙区で際どい攻防が続いており、予断を許さない状況。
  - 日本維新の会は地盤の大阪府などで勢いを示し、前回調査で「やや優勢」だった大阪8区や同9区で差を広げている。「やや劣勢」だった滋賀1区では「やや優勢」となった。一方で、大阪6区や同16区では公明候補から猛追を受けている。

### 世論調査
2024年4月の衆議院議員補欠選挙から総選挙の公示までの間の、比例代表の投票意向調査結果は以下のとおり。単位は%。
| 調査日        | 調査会社                 | サンプル数 | 自民 | 立憲 | 維新 | 公明 | 共産 | 国民 | れいわ | 参政 | 社民 | みんつく | 教無 | 他  | なし・まだ | 無回答 |  |
| 調査日        | 調査会社                 | サンプル数 |      |      |      |      |      |      |        |      |      |          |      | 他  | なし・まだ | 無回答 |  |
| 10月12日-13日 | 選挙ドットコム/JX        | 982        | 30.8 | 23.4 | 8.7  | 3.9  | 7.6  | 3.5  | 2.6    | 0.6  | 1.6  | 0.2      | N    | 3.7 | 13.4       | 0      |  |
| 10月12日-13日 | 共同通信                 | 1264       | 26.4 | 12.4 | 4.8  | 6.4  | 3.2  | 3.3  | 1.4    | 1.3  | 0.3  | 0.6      | －   | 1.2 | 36.9       | 1.8    |  |
| 10月5日-6日   | テレビ朝日               | 1,024      | 31   | 14   | 3    | 3    | 5    | 2    | 1      | 1    | 0    | －       | －   | 2   | 3          | 36     |  |
| 10月1日-2日   | 日本経済新聞・テレビ東京 | 784        | 40   | 15   | 8    | 4    | 2    | 2    | 4      | 1    | －   | 1        | 1    | 1   | 13         | 9      |  |
| 10月1日-2日   | 共同通信                 | 1,102      | 38.4 | 16.5 | 7.8  | 3.6  | 3.8  | 3.5  | 2.2    | 1.0  | 0.9  | 0.5      | 1.1  | 2.7 | 18.0       | 18.0   |  |
| 10月1日-2日   | 朝日新聞                 | 1,178      | 33   | 6    | 2    | 3    | 1    | 2    | 1      | 1    | －   | －       | －   | 1   | 42         | 8      |  |
| 10月1日-2日   | 読売新聞・日本テレビ     | 1,095      | 39   | 12   | 7    | 4    | 3    | 2    | 4      | 1    | 1    | －       | 1    | 1   | 19         | 6      |  |
| 9月21日       | 毎日新聞                 | 2,044      | 26   | 16   | 8    | 3    | 3    | 3    | 3      | －   | －   | －       | －   | －  | 35         | 3      |  |
| 9月14日-15日  | 選挙ドットコム/JX        | 992        | 33.6 | 23.3 | 6.9  | 4    | 7.6  | 1.9  | 2      | 1.2  | 0.5  | 0.4      | 0.1  | 2.1 | 16.4       | －     |  |
| 9月14日-15日  | 産経新聞/FNN             | 1,012      | 33   | 12.3 | 6    | 3.7  | 2.9  | 1.6  | 1.9    | 1.4  | 0.2  | 0.2      | 0.2  | 1.7 | 31.7       | 3.2    |  |
| 9月14日-15日  | 朝日新聞                 | 1,070      | 37   | 16   | 9    | 4    | 3    | 3    | 3      | 1    | －   | －       | －   | 2   | 22         | －     |  |
| 9月13日-15日  | 日本経済新聞・テレビ東京 | 902        | 42   | 12   | 6    | 3    | 3    | 3    | 4      | 1    | 1    | －       | –    | 1   | 14         | 10     |  |
| 9月13日-15日  | 読売新聞・日本テレビ     | 1,040      | 35   | 12   | 8    | 4    | 2    | 3    | 3      | 1    | 1    | －       | 1    | －  | 18         | 12     |  |
| 8月23日-25日  | 読売新聞・日本テレビ     | 1,056      | 34   | 12   | 10   | 4    | 3    | 3    | 4      | 1    | 1    | －       | －   | 1   | 20         | 9      |  |
| 8月21日-22日  | 日本経済新聞・テレビ東京 | 595        | 39   | 11   | 10   | 3    | 3    | 3    | 3      | －   | 1    | －       | 1    | 1   | 17         | 9      |  |
| 8月17日-18日  | 選挙ドットコム/JX        | 987        | 32   | 19.5 | 10.7 | 3.9  | 5.9  | 1.7  | 2.1    | 1.2  | 0.7  | 0.1      | 0.3  | 3.5 | 18.3       | －     |  |
| 7月26日-28日  | 日本経済新聞・テレビ東京 | 792        | 30   | 13   | 11   | 5    | 4    | 3    | 3      | 1    | 1    | －       | －   | 1   | 18         | 9      |  |
| 7月19日-21日  | 読売新聞・日本テレビ     | 1,031      | 27   | 12   | 11   | 4    | 3    | 3    | 4      | 1    | 1    | －       | 1    | 1   | 21         | 12     |  |
| 7月13日-14日  | 選挙ドットコム/JX        | 987        | 24.8 | 18.8 | 10.8 | 4.7  | 10   | 2.5  | 2.1    | 1.2  | 1.4  | 0.2      | 0.2  | 3.4 | 19.7       | －     |  |
| 6月28日-30日  | 日本経済新聞・テレビ東京 | 838        | 31   | 14   | 10   | 3    | 3    | 3    | 4      | 1    | 1    | －       | －   | －  | 18         | 11     |  |
| 6月21日-23日  | 読売新聞・日本テレビ     | 1,023      | 29   | 14   | 10   | 5    | 4    | 3    | 6      | 1    | 1    | －       | －   | 1   | 19         | 9      |  |
| 6月15日-16日  | 選挙ドットコム/JX        | 984        | 22   | 23.7 | 10.1 | 4.3  | 9.1  | 2.7  | 3.8    | 0.7  | 1.5  | 0.2      | 0.1  | 3.5 | 18.4       | －     |  |
| 6月1日-2日    | TBS                      | 1,008      | 24.2 | 16.9 | 10.3 | 5.4  | 5.5  | 5.1  | 4      | 1.7  | 0.8  | －       | 0.8  | 0.7 | 24.6       | －     |  |
| 5月24日-26日  | 日本経済新聞・テレビ東京 | 813        | 24   | 16   | 13   | 6    | 4    | 3    | 5      | 2    | 1    | －       | －   | 1   | 16         | 9      |  |
| 5月17日–19日  | 読売新聞・日本テレビ     | 1,033      | 27   | 15   | 10   | 5    | 3    | 2    | 5      | 1    | 1    | －       | 1    | 1   | 20         | 9      |  |
| 4月29日-30日  | 日本経済新聞・テレビ東京 | 876        | 28   | 18   | 9    | 5    | 3    | 3    | 4      | 2    | －   | 1        | －   | 1   | 18         | 8      |  |

### 出口調査
小選挙区の投票先
- 讀賣新聞とNNN系列30局の合同調査では、自民党は小選挙区選で支持層の6割しか固めきれず、野党に票が分散した選挙区が多い。全国集計では、全体の33％を占める自民支持層のうち、小選挙区で自民、公明両党の候補を支持したと答えたのは計64％。16％が立憲民主党、7％が日本維新の会、3％が国民民主党の候補と答えた。公明支持層でも、自公候補と答えたのは計66％にとどまり、13％が立憲、6％が維新、2％が国民に流れた。立憲支持層は70％が立憲候補と答え、自民候補に流れたのは7％だった。全体の24％を占める無党派層は、立憲や国民を支持する傾向が強く、無党派層の比例の投票先は立憲が25％と最多で、国民が17％で続いた。自民は15％、維新は11％。前回の衆院選の出口調査では、無党派層の24％が立憲、21％が自民、9％が国民と答えていた。無党派層の間で、国民の支持が高まったことが浮き彫りとなった[138]。

比例代表の投票先
- 朝日新聞の調査では、無党派層の比例投票先を前回の衆院選と比べると、自民と維新の割合が減った。立憲は前回に続きトップ。国民が大きく伸び、れいわも増えた。また、自民支持層は前回より縮み、比例投票先で自民に投票する人も減っており、裏金問題などが響いた可能性がある[139]。
- 時事通信の調査では、無党派層（全体の約3割）の比例代表での投票先は、立憲民主党が27.4％で最多。自民党16.9％、国民民主党14.9％、日本維新の会10.6％、れいわ新選組8.3％、共産党5.5％、公明党5.2％、参政党3.7％、社民党1.7％。旧民主党を源流とする立憲、国民が4割強の支持を集め、政権批判票の一定の受け皿となった。一方、自民支持層は75.4％が自民に投票したと回答したが、立憲に6.3％、公明に5.6％、国民に4.2％、維新に3.1が流れた[140]。
- 讀賣新聞とNNN系列局の合同調査では、無党派層の支持が最も多かったのは立憲民主党で25％。国民民主党が17％、自民党が15％、維新の会とれいわ新選組が11％、共産党が6％、公明党と参政党が5％。一方、自民党支持層で今回、自民党に投票した人は58％、立憲民主党に投票した人が10％。国民民主党が9％、維新の会と公明党が6％。[141]。
- 朝日新聞の調査では、世代別で見ると、前回の衆院選に比べ、自民は特に若年層の支持が激減し、伸長した国民民主、れいわは逆に若年層で支持を広げた[142]。
- 時事通信の調査では、18～19歳の投票先は自民が28.1％を占め、次いで国民20.3％、立憲15.4％、れいわ8.8％など。
- 讀賣新聞とNNN系列局の調査では、20代と30代はいずれも国民民主党が20％を超えて最も選ばれ、40代以上では自民党、立憲民主党の順に多かった。ただ60代以上では、投票先としての自民党と立憲民主党の差はわずかで、ほぼ並んだ[143]。

自民党派閥の裏金問題の影響
- 共同通信の調査では、自民党派閥の裏金問題を考慮したかどうかについて「考慮した」が全体で74％に上り「考慮しなかった」は23％。自民支持層でも68％が考慮し、投票行動に影響を与えた。他の支持層で「考慮した」と答えたのは立憲民主党86％、日本維新の会76％、公明党68％、共産党83％、国民民主党74％、れいわ新選組82％、社民党78％、参政党73％など。無党派層では「考慮した」が75％、「しなかった」は24％。年代別で見ると、40代以上で「考慮した」が多く、いずれも70％を超えた[144]。

### 選挙特別番組

#### テレビ
NHK
- 『衆院選開票速報2024』[注 6]

日本テレビ系列（NNN）
- 『zero選挙』[145]

テレビ朝日系列（ANN）
- 『選挙ステーション2024&有働Times あなたは何を選びましたか?〜Your voice, your choice〜』[146]

TBS系列（JNN）
- 『決戦!緊急W中継 SMBC日本シリーズ2024×選挙の日2024』[147][148]

テレビ東京系列（TXN）
- 『集まれ！総選挙ライブ』[149]

フジテレビ系列（FNN）
- 『Live選挙サンデー 超速報SP』[150]

その他
- 東京メトロポリタンテレビジョン（TOKYO MX）：『堀潤 選挙Junction』

#### ラジオ
NHKラジオ第1放送・NHK-FM放送
- 『2024衆院選開票速報』

TBSラジオ
- 『JRN報道特別番組 総選挙2024〈ザ・ジャッジ〉有権者の審判は』[151]

ニッポン放送
- 『飯田浩司のOK! Cozy up!総選挙開票スペシャル』
- 『ニッポン放送 総選挙開票スペシャル 国民の選択』[152]

文化放送
- 『文化放送衆議院選挙開票スペシャル ～みんなのホンネ～』[153]

TOKYO FM
- 『JFN衆議院選挙特別番組 開票スペシャル』
- 『JFN衆議院選挙特別番組 私の選択、その先に』[154]

その他
- アール・エフ・ラジオ日本：『衆議院選挙 日本のこれから』[155]

#### ネット配信
Abema
- 『ABEMA Prime総選挙SP～保守とリベラルは時を進められるのか～』[156]

ニコニコ生放送
- 『【衆院選2024】開票特番 〜選挙結果から政局を予想 大連立はあるか〜』[157]

## 主な争点

### 政策
- 物価高対応や経済政策[158][159]
- 超高齢社会時代の社会保障制度の改革・現役世代の負担軽減の賛否[160][161][162]
- 自民党派閥の政治資金パーティー収入の裏金問題に端を発する政治とカネの問題[163] - NHKの調査（後述）によると、この問題を投票で最も重視するかについて、支持政党や年齢層で大きな差がある[注 7][158]。
- 政治の信頼回復[164]
- 旧統一教会問題[165][166]
- 沖縄の普天間飛行場など在日米軍基地の負担軽減[167]
  - 2024年10月のNHKの世論調査によると、衆院選投票での最重視項目は景気・物価高対策38%、社会保障制度の見直し17%、「政治とカネ」の問題への取り組み11%[158]。
  - 同月のテレビ朝日の世論調査によると、衆議院選挙での投票判断の重視政策（9種の中から3種以下の選択式）は景気・物価高対策63%、年金・社会保障制度44%、教育・子育て支援37%、外交・安全保障35%、政治とカネ22%、原発・エネルギー政策16%、憲法改正8%、ジェンダー・多様性3%、わからない・答えない3%、その他1%[168]。
  - 同月、読売新聞社が全候補者を対象に行ったアンケートによると、選挙戦で取り上げたい争点を三つまで挙げてもらったところ、上位は景気・雇用59％、政治とカネ37％。立憲、維新、公明、共産では、最も重視する争点に政治とカネを挙げる候補者が多かった[169]。

### 政局
- 自民党・公明党の連立与党が過半数（233議席）を維持できるか[170]
- 自民党が単独過半数を維持できるか[171]
- 野党各党の議席の増減[172][173]

## 選挙結果
投票が終了した10月27日20時、NHKや民放のテレビ局5社（日本テレビ・テレビ朝日・TBS・テレビ東京・フジテレビ）を始めとした各メディアによる出口調査に基づく議席予測では、自民党と公明党の連立与党の議席大幅減と過半数割れ、立憲民主党と国民民主党の大躍進、れいわ新選組の伸長、日本維新の会の苦戦の見通しが伝えられた。自民党については、NHKが153~219(当初)、ANN（テレビ朝日系）が200、TXN（テレビ東京系）とFNN（フジテレビ系）が184、JNN（TBS系）が181、NNN（日本テレビ系）が174と、公示前勢力だけではなく単独過半数を大幅に割り込む予測が並んだ。
衆院選後に第一党が200議席を割るのは1955年に実施された第27回衆議院議員総選挙での日本民主党以来69年ぶり。日本新党・新生党・新党さきがけが躍進した、いわゆる新党ブームで自民党が敗北、結党以来初めて下野し55年体制が崩壊、非自民・非共産の7党1会派による細川連立政権が誕生した1993年の第40回衆議院議員総選挙以来、31年ぶりのハング・パーラメント（宙吊り国会）状態となり、日本維新の会や国民民主党等、幾つかの野党がキャスティングボートを握った。
女性候補の当選者数は73人で、現在の選挙制度が導入されて以降最多。

### 党派別獲得議席
|                                                                                    |                          |                        |                        |                        |                        |                |          |               |                |          |        |
| 党派                                                                               | 党派                     | 党派                   | 獲得 議席              | 増減                   | 小選挙区               | 小選挙区       | 小選挙区 | 比例代表      | 比例代表       | 比例代表 | 公示前 |
| 党派                                                                               | 党派                     | 党派                   | 獲得 議席              | 増減                   | 議席                   | 得票数         | 得票率   | 議席          | 得票数         | 得票率   | 公示前 |
| 与党（自公）                                                                       | 与党（自公）             | 与党（自公）           | 215                    | 064                    | 136                    | 21,598,163.299 | 39.80%   | 79            | 20,547,105.000 | 37.67%   | 279    |
|                                                                                    |                          | 自由民主党             | 191                    | 056                    | 132                    | 20,867,762.299 | 38.46%   | 59            | 14,582,690.000 | 26.73%   | 247    |
|                                                                                    | 公明党                   | 24                     | 008                    | 4                      | 730,401.000            | 1.35%          | 20       | 5,964,415.000 | 10.93%         | 32       |        |
| 野党・無所属                                                                       | 野党・無所属             | 野党・無所属           | 250                    | 064                    | 153                    | 32,663,714.653 | 60.20%   | 97            | 34,002,615.110 | 62.33%   | 186    |
|                                                                                    |                          | 立憲民主党             | 148                    | 050                    | 104                    | 15,740,860.279 | 29.01%   | 44            | 11,564,221.826 | 21.20%   | 98     |
|                                                                                    | 日本維新の会             | 38                     | 006                    | 23                     | 6,048,103.652          | 11.15%         | 15       | 5,105,127.000 | 9.36%          | 44       |        |
|                                                                                    | 国民民主党               | 28                     | 021                    | 11                     | 2,349,583.745          | 4.33%          | 17       | 6,172,434.284 | 11.32%         | 7        |        |
|                                                                                    | れいわ新選組             | 9                      | 006                    | 0                      | 425,445.111            | 0.78%          | 9        | 3,805,060.000 | 6.98%          | 3        |        |
|                                                                                    | 日本共産党               | 8                      | 002                    | 1                      | 3,695,806.959          | 6.81%          | 7        | 3,362,966.000 | 6.16%          | 10       |        |
|                                                                                    | 参政党                   | 3                      | 002                    | 0                      | 1,357,189.159          | 2.50%          | 3        | 1,870,347.000 | 3.43%          | 1        |        |
|                                                                                    | 日本保守党               | 3                      | 003                    | 1                      | 155,837.000            | 0.29%          | 2        | 1,145,622.000 | 2.10%          | 0        |        |
|                                                                                    | 社会民主党               | 1                      | 増減なし               | 1                      | 283,287.429            | 0.52%          | 0        | 934,598.000   | 1.71%          | 1        |        |
|                                                                                    | 無所属                   | 12                     | 010                    | 12                     | 2,534,571.071          | 4.67%          | －       | －            | －             | 22       |        |
|                                                                                    | みんなでつくる党         | 0                      | 増減なし               | 0                      | 29,275.000             | 0.05%          | 0        | 23,784.000    | 0.04%          | 0        |        |
|                                                                                    | 安楽死制度を考える会     | 0                      | 増減なし               | －                     | －                     | －             | 0        | 18,455.000    | 0.03%          | 0        |        |
|                                                                                    | 日本保守党               | 0                      | 増減なし               | 0                      | 21,671.000             | 0.04%          | －       | －            | －             | 0        |        |
|                                                                                    | 川口自警団               | 0                      | 増減なし               | 0                      | 9,348.000              | 0.02%          | －       | －            | －             | 0        |        |
|                                                                                    | 鼎立の党                 | 0                      | 増減なし               | 0                      | 6,033.000              | 0.01%          | －       | －            | －             | 0        |        |
|                                                                                    | 自民党を終わらせる党     | 0                      | 増減なし               | 0                      | 4,424.248              | 0.01%          | －       | －            | －             | 0        |        |
|                                                                                    | 心の党                   | 0                      | 増減なし               | 0                      | 1,749.000              | 0.00%          | －       | －            | －             | 0        |        |
|                                                                                    | お金をみんなへシン独立党 | 0                      | 増減なし               | 0                      | 530.000                | 0.00%          | －       | －            | －             | 0        |        |
|                                                                                    | 欠員                     | 欠員                   | 0                      | 増減なし               | －                     | －             | －       | －            | －             | －       | 0      |
| 総計                                                                               | 総計                     | 総計                   | 465                    | 増減なし               | 289                    | 54,261,877.952 | 100.00%  | 176           | 54,549,720.110 | 100.00%  | 465    |
| 有効票数（有効率）                                                                 | 有効票数（有効率）       | 有効票数（有効率）     | 有効票数（有効率）     | 有効票数（有効率）     | 有効票数（有効率）     | 54,261,878     | 97.01%   |               | 54,549,722     | 97.53%   |        |
| 無効票数（無効率）                                                                 | 無効票数（無効率）       | 無効票数（無効率）     | 無効票数（無効率）     | 無効票数（無効率）     | 無効票数（無効率）     | 1,672,577      | 2.99%    | 1,379,079     | 2.47%          |          |        |
| 投票総数                                                                           | 投票総数                 | 投票総数               | 投票総数               | 投票総数               | 投票総数               | 55,934,455     | －       |               | 55,928,801     | －       |        |
| 不足数                                                                             | 不足数                   | 不足数                 | 不足数                 | 不足数                 | 不足数                 | 1,287          | －       | 2,098         | －             |          |        |
| 投票者数（投票率）                                                                 | 投票者数（投票率）       | 投票者数（投票率）     | 投票者数（投票率）     | 投票者数（投票率）     | 投票者数（投票率）     | 55,935,742     | 53.85%   |               | 55,930,899     | 53.84%   |        |
| 国内投票者数（投票率）                                                             | 国内投票者数（投票率）   | 国内投票者数（投票率） | 国内投票者数（投票率） | 国内投票者数（投票率） | 国内投票者数（投票率） | 55,918,454     | 53.88%   | 55,913,496    | 53.87%         |          |        |
| 在外投票者数（投票率）                                                             | 在外投票者数（投票率）   | 在外投票者数（投票率） | 在外投票者数（投票率） | 在外投票者数（投票率） | 在外投票者数（投票率） | 17,288         | 18.11%   | 17,403        | 18.23%         |          |        |
| 棄権者数（棄権率）                                                                 | 棄権者数（棄権率）       | 棄権者数（棄権率）     | 棄権者数（棄権率）     | 棄権者数（棄権率）     | 棄権者数（棄権率）     | 47,945,007     | 46.15%   |               | 47,949,850     | 46.16%   |        |
| 国内棄権者数（棄権率）                                                             | 国内棄権者数（棄権率）   | 国内棄権者数（棄権率） | 国内棄権者数（棄権率） | 国内棄権者数（棄権率） | 国内棄権者数（棄権率） | 47,866,823     | 46.12%   | 47,871,781    | 46.13%         |          |        |
| 在外棄権者数（棄権率）                                                             | 在外棄権者数（棄権率）   | 在外棄権者数（棄権率） | 在外棄権者数（棄権率） | 在外棄権者数（棄権率） | 在外棄権者数（棄権率） | 78,184         | 81.89%   | 78,069        | 81.77%         |          |        |
| 有権者数                                                                           | 有権者数                 | 有権者数               | 有権者数               | 有権者数               | 有権者数               | 103,880,749    | 100.00%  |               | 103,880,749    | 100.00%  |        |
| 国内有権者数（国内率）                                                             | 国内有権者数（国内率）   | 国内有権者数（国内率） | 国内有権者数（国内率） | 国内有権者数（国内率） | 国内有権者数（国内率） | 103,785,277    | 99.91%   | 103,785,277   | 99.91%         |          |        |
| 在外有権者数（在外率）                                                             | 在外有権者数（在外率）   | 在外有権者数（在外率） | 在外有権者数（在外率） | 在外有権者数（在外率） | 在外有権者数（在外率） | 95,472         | 0.09%    | 95,472        | 0.09%          |          |        |
| 出典：令和6年10月27日執行 衆議院議員総選挙・最高裁判所裁判官国民審査結果調（速報） |                          |                        |                        |                        |                        |                |          |               |                |          |        |

小選挙区投票率：53.85%（前回比： 2.08%）
【男性：54.30%（前回比： 1.76%）　女性：53.42%（前回比： 2.38%）】
比例区投票率：53.84%（前回比： 2.08%）
【男性：54.30%（前回比： 1.76%）　女性：53.42%（前回比： 2.37%）】
公示前の欄のうち、無所属には不記載問題や選挙区調整で自民党から非公認となった11人を含む。

### 党派別当選者内訳
| 党派                                       | 党派             | 計  | 内訳 | 内訳 | 内訳 | 男性 | 女性 | 小選挙区 | 小選挙区 | 小選挙区 | 小選挙区 | 小選挙区 | 小選挙区 | 比例代表 | 比例代表 | 比例代表 | 比例代表 | 比例代表 | 比例代表 | 比例代表 | 比例代表 |
| 党派                                       | 党派             | 計  | 前   | 元   | 新   | 男性 | 女性 | 計       | 前       | 元       | 新       | 男性     | 女性     | 計       | 単独     | 重複     | 前       | 元       | 新       | 男性     | 女性     |
| ------------------------------------------ | ---------------- | --- | ---- | ---- | ---- | ---- | ---- | -------- | -------- | -------- | -------- | -------- | -------- | -------- | -------- | -------- | -------- | -------- | -------- | -------- | -------- |
|                                            | 自由民主党       | 191 | 176  | 1    | 14   | 172  | 19   | 132      | 125      | 0        | 7        | 119      | 13       | 59       | 12       | 47       | 51       | 1        | 7        | 53       | 6        |
|                                            | 立憲民主党       | 148 | 93   | 16   | 39   | 118  | 30   | 104      | 83       | 7        | 14       | 85       | 19       | 44       | 1        | 43       | 10       | 9        | 25       | 33       | 11       |
|                                            | 日本維新の会     | 38  | 28   | 1    | 9    | 34   | 4    | 23       | 17       | 0        | 6        | 23       | 0        | 15       | 0        | 15       | 11       | 1        | 3        | 11       | 4        |
|                                            | 国民民主党       | 28  | 7    | 2    | 19   | 22   | 6    | 11       | 6        | 1        | 4        | 8        | 3        | 17       | 1        | 16       | 1        | 1        | 15       | 14       | 3        |
|                                            | 公明党           | 24  | 20   | 0    | 4    | 20   | 4    | 4        | 4        | 0        | 0        | 4        | 0        | 20       | 20       | 0        | 16       | 0        | 4        | 16       | 4        |
|                                            | れいわ新選組     | 9   | 3    | 2    | 4    | 5    | 4    | 0        | 0        | 0        | 0        | 0        | 0        | 9        | 2        | 7        | 3        | 2        | 4        | 5        | 4        |
|                                            | 日本共産党       | 8   | 5    | 0    | 3    | 5    | 3    | 1        | 1        | 0        | 0        | 1        | 0        | 7        | 6        | 1        | 4        | 0        | 3        | 4        | 3        |
|                                            | 参政党           | 3   | 1    | 0    | 2    | 1    | 2    | 0        | 0        | 0        | 0        | 0        | 0        | 3        | 2        | 1        | 1        | 0        | 2        | 1        | 2        |
|                                            | 日本保守党       | 3   | 0    | 1    | 2    | 2    | 1    | 1        | 0        | 1        | 0        | 1        | 0        | 2        | 2        | 0        | 0        | 0        | 2        | 1        | 1        |
|                                            | 社会民主党       | 1   | 1    | 0    | 0    | 1    | 0    | 1        | 1        | 0        | 0        | 1        | 0        | 0        | 0        | 0        | 0        | 0        | 0        | 0        | 0        |
|                                            | 無所属（与党系） | 6   | 4    | 0    | 2    | 6    | 0    | 6        | 4        | 0        | 2        | 6        | 0        | －       | －       | －       | －       | －       | －       | －       | －       |
|                                            | 無所属（野党系） | 6   | 5    | 0    | 1    | 6    | 0    | 6        | 5        | 0        | 1        | 6        | 0        | －       | －       | －       | －       | －       | －       | －       | －       |
| 総計                                       | 総計             | 465 | 343  | 23   | 99   | 392  | 73   | 289      | 246      | 9        | 34       | 254      | 35       | 176      | 46       | 130      | 97       | 14       | 65       | 138      | 38       |
| 出典：衆議院選挙2024 選挙結果 -衆院選- NHK |                  |     |      |      |      |      |      |          |          |          |          |          |          |          |          |          |          |          |          |          |          |

### 都道府県別小選挙区当選者数
| 都道府県 | 区数 | 自民 | 公明 | 与党計 | 立憲 | 維新 | 共産 | 国民 | 社民 | 保守 | 無所 | 野党計 | 合計 |
| -------- | ---- | ---- | ---- | ------ | ---- | ---- | ---- | ---- | ---- | ---- | ---- | ------ | ---- |
| 北海道   | 12   | 3    | 0    | 3      | 9    | 0    | 0    | 0    | 0    | 0    | 0    | 9      | 12   |
| 青森県   | 3    | 2    | 0    | 2      | 1    | 0    | 0    | 0    | 0    | 0    | 0    | 1      | 3    |
| 岩手県   | 3    | 1    | 0    | 1      | 2    | 0    | 0    | 0    | 0    | 0    | 0    | 2      | 3    |
| 宮城県   | 5    | 1    | 0    | 1      | 4    | 0    | 0    | 0    | 0    | 0    | 0    | 4      | 5    |
| 秋田県   | 3    | 1    | 0    | 1      | 1    | 0    | 0    | 1    | 0    | 0    | 0    | 2      | 3    |
| 山形県   | 3    | 3    | 0    | 3      | 0    | 0    | 0    | 0    | 0    | 0    | 0    | 0      | 3    |
| 福島県   | 4    | 1    | 0    | 1      | 3    | 0    | 0    | 0    | 0    | 0    | 0    | 3      | 4    |
| 茨城県   | 7    | 3    | 0    | 3      | 1    | 0    | 0    | 1    | 0    | 0    | 2    | 4      | 7    |
| 栃木県   | 5    | 3    | 0    | 3      | 2    | 0    | 0    | 0    | 0    | 0    | 0    | 2      | 5    |
| 群馬県   | 5    | 5    | 0    | 5      | 0    | 0    | 0    | 0    | 0    | 0    | 0    | 0      | 5    |
| 埼玉県   | 16   | 8    | 0    | 8      | 6    | 0    | 0    | 2    | 0    | 0    | 0    | 8      | 16   |
| 千葉県   | 14   | 7    | 0    | 7      | 7    | 0    | 0    | 0    | 0    | 0    | 0    | 7      | 14   |
| 神奈川県 | 20   | 9    | 0    | 9      | 11   | 0    | 0    | 0    | 0    | 0    | 0    | 11     | 20   |
| 山梨県   | 2    | 1    | 0    | 1      | 1    | 0    | 0    | 0    | 0    | 0    | 0    | 1      | 2    |
| 東京都   | 30   | 11   | 1    | 12     | 15   | 0    | 0    | 0    | 0    | 0    | 3    | 18     | 30   |
| 新潟県   | 5    | 0    | 0    | 0      | 5    | 0    | 0    | 0    | 0    | 0    | 0    | 5      | 5    |
| 富山県   | 3    | 3    | 0    | 3      | 0    | 0    | 0    | 0    | 0    | 0    | 0    | 0      | 3    |
| 石川県   | 3    | 2    | 0    | 2      | 1    | 0    | 0    | 0    | 0    | 0    | 0    | 1      | 3    |
| 福井県   | 2    | 1    | 0    | 1      | 1    | 0    | 0    | 0    | 0    | 0    | 0    | 1      | 2    |
| 長野県   | 5    | 2    | 0    | 2      | 3    | 0    | 0    | 0    | 0    | 0    | 0    | 3      | 5    |
| 岐阜県   | 5    | 4    | 0    | 4      | 1    | 0    | 0    | 0    | 0    | 0    | 0    | 1      | 5    |
| 静岡県   | 8    | 4    | 0    | 4      | 3    | 0    | 0    | 1    | 0    | 0    | 0    | 4      | 8    |
| 愛知県   | 16   | 3    | 0    | 3      | 8    | 0    | 0    | 4    | 0    | 1    | 0    | 13     | 16   |
| 三重県   | 4    | 2    | 0    | 2      | 2    | 0    | 0    | 0    | 0    | 0    | 0    | 2      | 4    |
| 滋賀県   | 3    | 2    | 0    | 2      | 0    | 1    | 0    | 0    | 0    | 0    | 0    | 1      | 3    |
| 京都府   | 6    | 2    | 0    | 2      | 2    | 1    | 0    | 0    | 0    | 0    | 1    | 4      | 6    |
| 大阪府   | 19   | 0    | 0    | 0      | 0    | 19   | 0    | 0    | 0    | 0    | 0    | 19     | 19   |
| 兵庫県   | 12   | 7    | 2    | 9      | 2    | 0    | 0    | 0    | 0    | 0    | 1    | 3      | 12   |
| 奈良県   | 3    | 2    | 0    | 2      | 1    | 0    | 0    | 0    | 0    | 0    | 0    | 1      | 3    |
| 和歌山県 | 2    | 1    | 0    | 1      | 0    | 0    | 0    | 0    | 0    | 0    | 1    | 1      | 2    |
| 鳥取県   | 2    | 2    | 0    | 2      | 0    | 0    | 0    | 0    | 0    | 0    | 0    | 0      | 2    |
| 島根県   | 2    | 1    | 0    | 1      | 1    | 0    | 0    | 0    | 0    | 0    | 0    | 1      | 2    |
| 岡山県   | 4    | 3    | 0    | 3      | 1    | 0    | 0    | 0    | 0    | 0    | 0    | 1      | 4    |
| 広島県   | 6    | 3    | 1    | 4      | 1    | 1    | 0    | 0    | 0    | 0    | 0    | 2      | 6    |
| 山口県   | 3    | 3    | 0    | 3      | 0    | 0    | 0    | 0    | 0    | 0    | 0    | 0      | 3    |
| 徳島県   | 2    | 2    | 0    | 2      | 0    | 0    | 0    | 0    | 0    | 0    | 0    | 0      | 2    |
| 香川県   | 3    | 1    | 0    | 1      | 1    | 0    | 0    | 1    | 0    | 0    | 0    | 2      | 3    |
| 愛媛県   | 3    | 2    | 0    | 2      | 1    | 0    | 0    | 0    | 0    | 0    | 0    | 1      | 3    |
| 高知県   | 2    | 2    | 0    | 2      | 0    | 0    | 0    | 0    | 0    | 0    | 0    | 0      | 2    |
| 福岡県   | 11   | 7    | 0    | 7      | 2    | 1    | 0    | 0    | 0    | 0    | 1    | 4      | 11   |
| 佐賀県   | 2    | 0    | 0    | 0      | 2    | 0    | 0    | 0    | 0    | 0    | 0    | 2      | 2    |
| 長崎県   | 3    | 2    | 0    | 2      | 0    | 0    | 0    | 1    | 0    | 0    | 0    | 1      | 3    |
| 熊本県   | 4    | 4    | 0    | 4      | 0    | 0    | 0    | 0    | 0    | 0    | 0    | 0      | 4    |
| 大分県   | 3    | 1    | 0    | 1      | 0    | 0    | 0    | 0    | 0    | 0    | 2    | 2      | 3    |
| 宮崎県   | 3    | 2    | 0    | 2      | 1    | 0    | 0    | 0    | 0    | 0    | 0    | 1      | 3    |
| 鹿児島県 | 4    | 1    | 0    | 1      | 2    | 0    | 0    | 0    | 0    | 0    | 1    | 3      | 4    |
| 沖縄県   | 4    | 2    | 0    | 2      | 0    | 0    | 1    | 0    | 1    | 0    | 0    | 2      | 4    |
| 総計     | 289  | 132  | 4    | 136    | 104  | 23   | 1    | 11   | 1    | 1    | 12   | 153    | 289  |

### 党派の動き

#### 与党
自民・公明両党合わせて215議席となり、民主党などに敗北し政権交代が起きた2009年の第45回総選挙以来15年ぶりに過半数の233議席を下回った。
自由民主党
派閥の政治資金パーティー収入の裏金問題を始めとする政治とカネの問題や、選挙期間中に発覚した非公認候補者への2000万円支給などの影響で1955年の結党以来2番目に少ない191議席となり、公示前の247議席から大きく減らす大敗となった。
大阪府の小選挙区で日本維新の会の候補者に全敗したほか、「保守王国」とされてきた新潟県下の小選挙区でも全敗した。石破内閣の現職閣僚のうち、法務大臣の牧原秀樹と農林水産大臣の小里泰弘が落選し、復興大臣の伊藤忠彦は比例復活（後述する国民民主党の名簿登載者不足に伴う繰り上げ）で議席を維持した。閣僚・要職経験者では元衆議院副議長の衛藤征士郎、元幹事長の甘利明、前文部科学大臣の盛山正仁、前環境大臣の伊藤信太郎、元環境大臣の西村明宏、元復興大臣の渡辺博道、元総務大臣の鈴木淳司と武田良太、元農林水産大臣の山本有二などが議席を失い、参議院議員から鞍替えを図った元環境大臣の丸川珠代も議席を得ることが出来なかった。一連の政治資金問題で比例重複が認められなかった候補者は、34人中15人が当選し、19人が落選した。衆議院における比例代表の得票数は、2009年の政権交代時の総選挙をも下回る過去最低の1400万票代となり、党の退潮ぶりを示した。
公明党
公認候補を擁立した11の小選挙区で4勝7敗と負け越しとなり、代表の石井啓一が2009年の太田昭宏以来15年ぶりに現職代表として落選したほか、大阪府の小選挙区で日本維新の会の候補者に全敗するなど苦戦した。比例代表でも伸び悩み、600万票を下回る約596万4千票（前回比16.16%減）にとどまり、過去最低。合計は公示前の32議席を下回る24議席に終わり、議席を増やした国民民主党に比較第4党の座を奪われた。

#### 野党
立憲民主党
公示前の98議席を大きく上回る148議席となり、特に北海道や岩手・宮城・福島をはじめとする東北地方といったいわゆる「民主王国」と言われる地域の選挙区で順調に議席を積み増したほか、新潟県と佐賀県の小選挙区では全勝した。目標とした与党の過半数割れは達成したものの、比較第1党には届かなかった。議席数は躍進したが、比例代表の全国得票数は前回から約7万票（0.64%）増にとどまり、伸び悩んだ。同日行われた参議院岩手県選挙区補欠選挙でも勝利した
日本維新の会
拠点とする大阪府で、前回勝利した15の選挙区に加え、今回新たに候補を擁立した4つの公明党との競合区でも全勝した。選挙前に合流した教育無償化を実現する会の出身者が立候補した京都府下と滋賀県下の選挙区で初めて議席を獲得。広島4区・福岡11区では結党以来初めて、近畿ブロック以外で小選挙区の議席を獲得したが、前回議席を獲得した兵庫県の選挙区で全敗するなど、それ以外の小選挙区では議席を獲得できなかった。比例代表では前回衆院選から約295万票減り、前回獲得した東北・中国・四国の各ブロックで議席を失った。大阪府内では前回から約56万票減らし、近畿ブロックでは第一党の座を守ったものの前回から3議席減らした。合計では公示前から6議席減の38議席となった。党執行部では参議院議員から鞍替えを目指し立候補した政調会長の音喜多駿（東京1区）が落選した。
日本共産党
沖縄1区で小選挙区の1議席を維持したが、1996年の第41回総選挙以来確保し続けてきた東北ブロックで議席を失うなど、公示前の10議席から2議席減の8議席となった。比例代表の全国得票でも前回から約80万票（19.28%）減と大きく減らした。参議院議員から鞍替えを目指し立候補した委員長の田村智子は、比例東京ブロックの唯一の議席を得た。
国民民主党
結党以来初めて新人候補が小選挙区で議席を獲得するなど、公示前の7議席から4倍の28議席へと大幅に議席を増やした。これにより公明党の議席数を上回って比較第4党に浮上、単独での法案提出権を獲得した。特に小選挙区では愛知県で候補者4人が全員議席を獲得した。比例代表では全11ブロックで議席を獲得したが、登載者不足により北関東ブロックの1議席を公明党に、東海ブロックの2議席を自由民主党と立憲民主党に譲った。
れいわ新選組
比例代表の東北・北関東・東海・九州各ブロックで初めて議席を獲得し、公示前の3議席から3倍の9議席に増やした。比例復活した候補者の全員が小選挙区で惜敗率50%以下の得票で、東北・東海ブロックでは供託金が没収され当選資格を失った重複立候補者も出た。
社会民主党
沖縄2区で小選挙区の1議席を維持したが、比例代表では議席の獲得できず、前回に引き続き1議席にとどまった。また小選挙区と比例代表でいずれも得票率が2％に達しなかったため、2025年の参議院選挙でも得票率が2％を切れば、公選法上の政党要件を失うこととなる。
参政党
比例代表の南関東・近畿・九州各ブロックで議席を確保し、公示前の1議席から2議席増の3議席を獲得した。

#### 諸派
日本保守党
前名古屋市長の河村たかしが小選挙区で当選したほか、比例代表で2議席を獲得し、あわせて3議席を獲得した。代表の百田尚樹が目標としていた「国会議員5人」には届かなかったが、比例代表での全国の得票率が2%に達したため、政治資金規正法、公職選挙法、政党助成法に定義された政党要件を満たした。

#### 無所属
与党系が6議席、野党系が6議席となり、あわせて12議席を獲得した。
与党系では自民党の公認を得られず無所属で立候補した旧安倍派幹部など10人のうち、3人が当選。7人が落選した。この他、自民党を離党し参議院議員からの鞍替えを目指し立候補した世耕弘成などが当選した。
野党系では院内会派「有志の会」所属の4人が当選したほか、立憲民主党を離党した松原仁なども当選した。

## 政党
| 与党（自公連立政権） 自由民主党：191議席 総裁：石破茂 副総裁 ：菅義偉 幹事長 ：森山裕 総務会長 ：鈴木俊一 政務調査会長 ：小野寺五典 選挙対策委員長：小泉進次郎 国会対策委員長：坂本哲志 参議院議員会長：関口昌一                      | 公明党：24議席 代表：石井啓一 幹事長 ：西田実仁 中央幹事会会長：佐藤茂樹 政務調査会長 ：岡本三成 選挙対策委員長：三浦信祐 国会対策委員長：佐藤英道 参議院議員会長：谷合正明                                                       |  |
| 野党 立憲民主党：148議席 代表：野田佳彦 代表代行 ：長妻昭 辻元清美 大串博志 幹事長 ：小川淳也 政務調査会長 ：重徳和彦 常任幹事会議長：菊田真紀子 選挙対策委員長：大串博志（兼） 国会対策委員長：笠浩史 参議院議員会長：水岡俊一       | 日本維新の会：38議席 代表 ：馬場伸幸 共同代表：吉村洋文 副代表 ：辻淳子 幹事長 ：藤田文武 総務会長 ：柳ヶ瀬裕文 政務調査会長 ：音喜多駿 選挙対策本部長：藤田文武（兼） 参議院議員会長：浅田均                                     |  |
| 国民民主党：28議席 代表：玉木雄一郎 幹事長 ：榛葉賀津也 政務調査会長 ：濱口誠 選挙対策委員長：浜野喜史 国会対策委員長：古川元久 参議院議員会長：舟山康江                                                                              | れいわ新選組：9議席 代表 ：山本太郎 共同代表：櫛渕万里 大石晃子 副代表 ：舩後靖彦 木村英子 幹事長 ：高井崇志 政策審議会長 ：大石晃子（兼） 選挙対策委員長：山本太郎（兼） 国会対策委員長：多ケ谷亮 参議院議員会長：舩後靖彦（兼） |  |
| 日本共産党：8議席 議長 ：志位和夫 委員長：田村智子 副委員長 ：浜野忠夫 市田忠義 緒方靖夫 倉林明子 田中悠 書記局長 ：小池晃 政策委員会責任者：山添拓 選挙対策委員長 ：穀田恵二 国会対策委員長 ：穀田恵二（兼） 参議院議員団長 ：紙智子 | 参政党：3議席 代表：神谷宗幣 副代表 ：川裕一郎 事務局長 ：神谷宗幣（兼） 副事務局長：川裕一郎（兼） |  |
| 日本保守党：3議席 代表 ：百田尚樹 共同代表：河村たかし 事務総長 ：有本香 事務局次長：広沢一郎 | 社会民主党：1議席 党首：福島瑞穂 副党首 ：新垣邦男 大椿裕子 幹事長 ：服部良一 政策審議会長 ：新垣邦男（兼） 選挙対策委員長：服部良一（兼） 国会対策委員長：新垣邦男（兼） 参議院議員会長：福島瑞穂（兼）                          |  |

## 議員

### 小選挙区当選者
自由民主党   立憲民主党   日本維新の会   国民民主党   公明党   日本共産党   社会民主党   日本保守党   無所属 
| 都道府県 | 区   | 当選者         | 区   | 当選者     | 区   | 当選者     | 区   | 当選者     | 区   | 当選者     | ブロック | 小選挙区増減                                                               |
| -------- | ---- | -------------- | ---- | ---------- | ---- | ---------- | ---- | ---------- | ---- | ---------- | -------- | -------------------------------------------------------------------------- |
| 北海道   | 1区  | 道下大樹       | 2区  | 松木謙公   | 3区  | 荒井優     | 4区  | 大築紅葉   | 5区  | 池田真紀   | 北海道   | 立民 5→9 自民 6→3 公明 1→0                                                 |
| 北海道   | 6区  | 東国幹         | 7区  | 鈴木貴子   | 8区  | 逢坂誠二   | 9区  | 山岡達丸   | 10区 | 神谷裕     | 北海道   | 立民 5→9 自民 6→3 公明 1→0                                                 |
| 北海道   | 11区 | 石川香織       | 12区 | 武部新     |      |            |      |            |      |            | 北海道   | 立民 5→9 自民 6→3 公明 1→0                                                 |
| 青森県   | 1区  | 津島淳         | 2区  | 神田潤一   | 3区  | 岡田華子   |      |            |      |            | 東北     | 定数2減 立民 7→11 自民 16→9 国民 0→1                                       |
| 岩手県   | 1区  | 階猛           | 2区  | 鈴木俊一   | 3区  | 小沢一郎   |      |            |      |            | 東北     | 定数2減 立民 7→11 自民 16→9 国民 0→1                                       |
| 宮城県   | 1区  | 岡本章子       | 2区  | 鎌田さゆり | 3区  | 柳沢剛     | 4区  | 安住淳     | 5区  | 小野寺五典 | 東北     | 定数2減 立民 7→11 自民 16→9 国民 0→1                                       |
| 秋田県   | 1区  | 冨樫博之       | 2区  | 緑川貴士   | 3区  | 村岡敏英   |      |            |      |            | 東北     | 定数2減 立民 7→11 自民 16→9 国民 0→1                                       |
| 山形県   | 1区  | 遠藤利明       | 2区  | 鈴木憲和   | 3区  | 加藤鮎子   |      |            |      |            | 東北     | 定数2減 立民 7→11 自民 16→9 国民 0→1                                       |
| 福島県   | 1区  | 金子恵美       | 2区  | 玄葉光一郎 | 3区  | 小熊慎司   | 4区  | 坂本竜太郎 |      |            | 東北     | 定数2減 立民 7→11 自民 16→9 国民 0→1                                       |
| 茨城県   | 1区  | 福島伸享       | 2区  | 額賀福志郎 | 3区  | 葉梨康弘   | 4区  | 梶山弘志   | 5区  | 浅野哲     | 北関東   | 定数1増 自民 26→19 立民 4→9 国民 1→3 無所属 1→2                            |
| 茨城県   | 6区  | 青山大人       | 7区  | 中村勇太   |      |            |      |            |      |            | 北関東   | 定数1増 自民 26→19 立民 4→9 国民 1→3 無所属 1→2                            |
| 栃木県   | 1区  | 船田元         | 2区  | 福田昭夫   | 3区  | 簗和生     | 4区  | 藤岡隆雄   | 5区  | 茂木敏充   | 北関東   | 定数1増 自民 26→19 立民 4→9 国民 1→3 無所属 1→2                            |
| 群馬県   | 1区  | 中曽根康隆     | 2区  | 井野俊郎   | 3区  | 笹川博義   | 4区  | 福田達夫   | 5区  | 小渕優子   | 北関東   | 定数1増 自民 26→19 立民 4→9 国民 1→3 無所属 1→2                            |
| 埼玉県   | 1区  | 村井英樹       | 2区  | 新藤義孝   | 3区  | 黄川田仁志 | 4区  | 穂坂泰     | 5区  | 枝野幸男   | 北関東   | 定数1増 自民 26→19 立民 4→9 国民 1→3 無所属 1→2                            |
| 埼玉県   | 6区  | 大島敦         | 7区  | 小宮山泰子 | 8区  | 柴山昌彦   | 9区  | 杉村慎治   | 10区 | 坂本祐之輔 | 北関東   | 定数1増 自民 26→19 立民 4→9 国民 1→3 無所属 1→2                            |
| 埼玉県   | 11区 | 小泉龍司       | 12区 | 森田俊和   | 13区 | 橋本幹彦   | 14区 | 鈴木義弘   | 15区 | 田中良生   | 北関東   | 定数1増 自民 26→19 立民 4→9 国民 1→3 無所属 1→2                            |
| 埼玉県   | 16区 | 土屋品子       |      |            |      |            |      |            |      |            | 北関東   | 定数1増 自民 26→19 立民 4→9 国民 1→3 無所属 1→2                            |
| 千葉県   | 1区  | 田嶋要         | 2区  | 小林鷹之   | 3区  | 松野博一   | 4区  | 水沼秀幸   | 5区  | 矢崎堅太郎 | 南関東   | 定数3増 立民 11→19 自民 22→17                                              |
| 千葉県   | 6区  | 安藤淳子       | 7区  | 齋藤健     | 8区  | 本庄知史   | 9区  | 奥野総一郎 | 10区 | 小池正昭   | 南関東   | 定数3増 立民 11→19 自民 22→17                                              |
| 千葉県   | 11区 | 森英介         | 12区 | 浜田靖一   | 13区 | 松本尚     | 14区 | 野田佳彦   |      |            | 南関東   | 定数3増 立民 11→19 自民 22→17                                              |
| 神奈川県 | 1区  | 篠原豪         | 2区  | 菅義偉     | 3区  | 中西健治   | 4区  | 早稲田夕季 | 5区  | 坂井学     | 南関東   | 定数3増 立民 11→19 自民 22→17                                              |
| 神奈川県 | 6区  | 青柳陽一郎     | 7区  | 中谷一馬   | 8区  | 江田憲司   | 9区  | 笠浩史     | 10区 | 田中和徳   | 南関東   | 定数3増 立民 11→19 自民 22→17                                              |
| 神奈川県 | 11区 | 小泉進次郎     | 12区 | 阿部知子   | 13区 | 太栄志     | 14区 | 赤間二郎   | 15区 | 河野太郎   | 南関東   | 定数3増 立民 11→19 自民 22→17                                              |
| 神奈川県 | 16区 | 後藤祐一       | 17区 | 牧島かれん | 18区 | 宗野創     | 19区 | 草間剛     | 20区 | 大塚小百合 | 南関東   | 定数3増 立民 11→19 自民 22→17                                              |
| 山梨県   | 1区  | 中島克仁       | 2区  | 堀内詔子   |      |            |      |            |      |            | 南関東   | 定数3増 立民 11→19 自民 22→17                                              |
| 東京都   | 1区  | 海江田万里     | 2区  | 辻清人     | 3区  | 石原宏高   | 4区  | 平将明     | 5区  | 手塚仁雄   | 東京     | 定数5増 立民 8→15 自民 15→11 公明 1→1 無所属 1→3                           |
| 東京都   | 6区  | 落合貴之       | 7区  | 松尾明弘   | 8区  | 吉田晴美   | 9区  | 山岸一生   | 10区 | 鈴木隼人   | 東京     | 定数5増 立民 8→15 自民 15→11 公明 1→1 無所属 1→3                           |
| 東京都   | 11区 | 阿久津幸彦     | 12区 | 高木啓     | 13区 | 土田慎     | 14区 | 松島みどり | 15区 | 酒井菜摘   | 東京     | 定数5増 立民 8→15 自民 15→11 公明 1→1 無所属 1→3                           |
| 東京都   | 16区 | 大西洋平       | 17区 | 平沢勝栄   | 18区 | 福田かおる | 19区 | 末松義規   | 20区 | 木原誠二   | 東京     | 定数5増 立民 8→15 自民 15→11 公明 1→1 無所属 1→3                           |
| 東京都   | 21区 | 大河原雅子     | 22区 | 山花郁夫   | 23区 | 伊藤俊輔   | 24区 | 萩生田光一 | 25区 | 井上信治   | 東京     | 定数5増 立民 8→15 自民 15→11 公明 1→1 無所属 1→3                           |
| 東京都   | 26区 | 松原仁         | 27区 | 長妻昭     | 28区 | 高松智之   | 29区 | 岡本三成   | 30区 | 五十嵐衣里 | 東京     | 定数5増 立民 8→15 自民 15→11 公明 1→1 無所属 1→3                           |
| 新潟県   | 1区  | 西村智奈美     | 2区  | 菊田真紀子 | 3区  | 黒岩宇洋   | 4区  | 米山隆一   | 5区  | 梅谷守     | 北陸信越 | 定数1減 立民 5→10 自民 14→8                                                |
| 富山県   | 1区  | 田畑裕明       | 2区  | 上田英俊   | 3区  | 橘慶一郎   |      |            |      |            | 北陸信越 | 定数1減 立民 5→10 自民 14→8                                                |
| 石川県   | 1区  | 小森卓郎       | 2区  | 佐々木紀   | 3区  | 近藤和也   |      |            |      |            | 北陸信越 | 定数1減 立民 5→10 自民 14→8                                                |
| 福井県   | 1区  | 稲田朋美       | 2区  | 辻英之     |      |            |      |            |      |            | 北陸信越 | 定数1減 立民 5→10 自民 14→8                                                |
| 長野県   | 1区  | 篠原孝         | 2区  | 下条みつ   | 3区  | 神津健     | 4区  | 後藤茂之   | 5区  | 宮下一郎   | 北陸信越 | 定数1減 立民 5→10 自民 14→8                                                |
| 岐阜県   | 1区  | 野田聖子       | 2区  | 棚橋泰文   | 3区  | 武藤容治   | 4区  | 今井雅人   | 5区  | 古屋圭司   | 東海     | 定数1増 立民 6→14 自民 25→13 国民 1→5 保守 0→1                             |
| 静岡県   | 1区  | 上川陽子       | 2区  | 井林辰憲   | 3区  | 小山展弘   | 4区  | 田中健     | 5区  | 細野豪志   | 東海     | 定数1増 立民 6→14 自民 25→13 国民 1→5 保守 0→1                             |
| 静岡県   | 6区  | 渡辺周         | 7区  | 城内実     | 8区  | 源馬謙太郎 |      |            |      |            | 東海     | 定数1増 立民 6→14 自民 25→13 国民 1→5 保守 0→1                             |
| 愛知県   | 1区  | 河村たかし     | 2区  | 古川元久   | 3区  | 近藤昭一   | 4区  | 牧義夫     | 5区  | 西川厚志   | 東海     | 定数1増 立民 6→14 自民 25→13 国民 1→5 保守 0→1                             |
| 愛知県   | 6区  | 丹羽秀樹       | 7区  | 日野紗里亜 | 8区  | 伴野豊     | 9区  | 岡本充功   | 10区 | 藤原規眞   | 東海     | 定数1増 立民 6→14 自民 25→13 国民 1→5 保守 0→1                             |
| 愛知県   | 11区 | 丹野みどり     | 12区 | 重徳和彦   | 13区 | 大西健介   | 14区 | 今枝宗一郎 | 15区 | 根本幸典   | 東海     | 定数1増 立民 6→14 自民 25→13 国民 1→5 保守 0→1                             |
| 愛知県   | 16区 | 福田徹         |      |            |      |            |      |            |      |            | 東海     | 定数1増 立民 6→14 自民 25→13 国民 1→5 保守 0→1                             |
| 三重県   | 1区  | 田村憲久       | 2区  | 下野幸助   | 3区  | 岡田克也   | 4区  | 鈴木英敬   |      |            | 東海     | 定数1増 立民 6→14 自民 25→13 国民 1→5 保守 0→1                             |
| 滋賀県   | 1区  | 斎藤アレックス | 2区  | 上野賢一郎 | 3区  | 武村展英   |      |            |      |            | 近畿     | 定数2減 維新 18→21 自民 18→14 立民 4→5 公明 6→2 無所属 1→3                 |
| 京都府   | 1区  | 勝目康         | 2区  | 前原誠司   | 3区  | 泉健太     | 4区  | 北神圭朗   | 5区  | 本田太郎   | 近畿     | 定数2減 維新 18→21 自民 18→14 立民 4→5 公明 6→2 無所属 1→3                 |
| 京都府   | 6区  | 山井和則       |      |            |      |            |      |            |      |            | 近畿     | 定数2減 維新 18→21 自民 18→14 立民 4→5 公明 6→2 無所属 1→3                 |
| 大阪府   | 1区  | 井上英孝       | 2区  | 守島正     | 3区  | 東徹       | 4区  | 美延映夫   | 5区  | 梅村聡     | 近畿     | 定数2減 維新 18→21 自民 18→14 立民 4→5 公明 6→2 無所属 1→3                 |
| 大阪府   | 6区  | 西田薫         | 7区  | 奥下剛光   | 8区  | 漆間譲司   | 9区  | 萩原佳     | 10区 | 池下卓     | 近畿     | 定数2減 維新 18→21 自民 18→14 立民 4→5 公明 6→2 無所属 1→3                 |
| 大阪府   | 11区 | 中司宏         | 12区 | 藤田文武   | 13区 | 岩谷良平   | 14区 | 青柳仁士   | 15区 | 浦野靖人   | 近畿     | 定数2減 維新 18→21 自民 18→14 立民 4→5 公明 6→2 無所属 1→3                 |
| 大阪府   | 16区 | 黒田征樹       | 17区 | 馬場伸幸   | 18区 | 遠藤敬     | 19区 | 伊東信久   |      |            | 近畿     | 定数2減 維新 18→21 自民 18→14 立民 4→5 公明 6→2 無所属 1→3                 |
| 兵庫県   | 1区  | 井坂信彦       | 2区  | 赤羽一嘉   | 3区  | 関芳弘     | 4区  | 藤井比早之 | 5区  | 谷公一     | 近畿     | 定数2減 維新 18→21 自民 18→14 立民 4→5 公明 6→2 無所属 1→3                 |
| 兵庫県   | 6区  | 桜井周         | 7区  | 山田賢司   | 8区  | 中野洋昌   | 9区  | 西村康稔   | 10区 | 渡海紀三朗 | 近畿     | 定数2減 維新 18→21 自民 18→14 立民 4→5 公明 6→2 無所属 1→3                 |
| 兵庫県   | 11区 | 松本剛明       | 12区 | 山口壯     |      |            |      |            |      |            | 近畿     | 定数2減 維新 18→21 自民 18→14 立民 4→5 公明 6→2 無所属 1→3                 |
| 奈良県   | 1区  | 馬淵澄夫       | 2区  | 高市早苗   | 3区  | 田野瀬太道 |      |            |      |            | 近畿     | 定数2減 維新 18→21 自民 18→14 立民 4→5 公明 6→2 無所属 1→3                 |
| 和歌山県 | 1区  | 山本大地       | 2区  | 世耕弘成   |      |            |      |            |      |            | 近畿     | 定数2減 維新 18→21 自民 18→14 立民 4→5 公明 6→2 無所属 1→3                 |
| 鳥取県   | 1区  | 石破茂         | 2区  | 赤沢亮正   |      |            |      |            |      |            | 中国     | 定数3減 自民 17→12 立民 2→3 公明 1→1 維新 0→1                              |
| 島根県   | 1区  | 亀井亜紀子     | 2区  | 高見康裕   |      |            |      |            |      |            | 中国     | 定数3減 自民 17→12 立民 2→3 公明 1→1 維新 0→1                              |
| 岡山県   | 1区  | 逢沢一郎       | 2区  | 山下貴司   | 3区  | 加藤勝信   | 4区  | 柚木道義   |      |            | 中国     | 定数3減 自民 17→12 立民 2→3 公明 1→1 維新 0→1                              |
| 広島県   | 1区  | 岸田文雄       | 2区  | 平口洋     | 3区  | 斉藤鉄夫   | 4区  | 空本誠喜   | 5区  | 佐藤公治   | 中国     | 定数3減 自民 17→12 立民 2→3 公明 1→1 維新 0→1                              |
| 広島県   | 6区  | 小林史明       |      |            |      |            |      |            |      |            | 中国     | 定数3減 自民 17→12 立民 2→3 公明 1→1 維新 0→1                              |
| 山口県   | 1区  | 高村正大       | 2区  | 岸信千世   | 3区  | 林芳正     |      |            |      |            | 中国     | 定数3減 自民 17→12 立民 2→3 公明 1→1 維新 0→1                              |
| 徳島県   | 1区  | 仁木博文       | 2区  | 山口俊一   |      |            |      |            |      |            | 四国     | 定数1減 自民 9→7 立民 1→2 国民 1→1                                         |
| 香川県   | 1区  | 小川淳也       | 2区  | 玉木雄一郎 | 3区  | 大野敬太郎 |      |            |      |            | 四国     | 定数1減 自民 9→7 立民 1→2 国民 1→1                                         |
| 愛媛県   | 1区  | 塩崎彰久       | 2区  | 白石洋一   | 3区  | 長谷川淳二 |      |            |      |            | 四国     | 定数1減 自民 9→7 立民 1→2 国民 1→1                                         |
| 高知県   | 1区  | 中谷元         | 2区  | 尾崎正直   |      |            |      |            |      |            | 四国     | 定数1減 自民 9→7 立民 1→2 国民 1→1                                         |
| 福岡県   | 1区  | 井上貴博       | 2区  | 稲富修二   | 3区  | 古賀篤     | 4区  | 宮内秀樹   | 5区  | 栗原渉     | 九州     | 定数1減 自民 22→19 立民 7→7 国民 1→1 共産 1→1 社民 1→1 維新 0→1 無所属 3→4 |
| 福岡県   | 6区  | 鳩山二郎       | 7区  | 藤丸敏     | 8区  | 麻生太郎   | 9区  | 緒方林太郎 | 10区 | 城井崇     | 九州     | 定数1減 自民 22→19 立民 7→7 国民 1→1 共産 1→1 社民 1→1 維新 0→1 無所属 3→4 |
| 福岡県   | 11区 | 村上智信       |      |            |      |            |      |            |      |            | 九州     | 定数1減 自民 22→19 立民 7→7 国民 1→1 共産 1→1 社民 1→1 維新 0→1 無所属 3→4 |
| 佐賀県   | 1区  | 原口一博       | 2区  | 大串博志   |      |            |      |            |      |            | 九州     | 定数1減 自民 22→19 立民 7→7 国民 1→1 共産 1→1 社民 1→1 維新 0→1 無所属 3→4 |
| 長崎県   | 1区  | 西岡秀子       | 2区  | 加藤竜祥   | 3区  | 金子容三   |      |            |      |            | 九州     | 定数1減 自民 22→19 立民 7→7 国民 1→1 共産 1→1 社民 1→1 維新 0→1 無所属 3→4 |
| 熊本県   | 1区  | 木原稔         | 2区  | 西野太亮   | 3区  | 坂本哲志   | 4区  | 金子恭之   |      |            | 九州     | 定数1減 自民 22→19 立民 7→7 国民 1→1 共産 1→1 社民 1→1 維新 0→1 無所属 3→4 |
| 大分県   | 1区  | 吉良州司       | 2区  | 広瀬建     | 3区  | 岩屋毅     |      |            |      |            | 九州     | 定数1減 自民 22→19 立民 7→7 国民 1→1 共産 1→1 社民 1→1 維新 0→1 無所属 3→4 |
| 宮崎県   | 1区  | 渡辺創         | 2区  | 江藤拓     | 3区  | 古川禎久   |      |            |      |            | 九州     | 定数1減 自民 22→19 立民 7→7 国民 1→1 共産 1→1 社民 1→1 維新 0→1 無所属 3→4 |
| 鹿児島県 | 1区  | 川内博史       | 2区  | 三反園訓   | 3区  | 野間健     | 4区  | 森山裕     |      |            | 九州     | 定数1減 自民 22→19 立民 7→7 国民 1→1 共産 1→1 社民 1→1 維新 0→1 無所属 3→4 |
| 沖縄県   | 1区  | 赤嶺政賢       | 2区  | 新垣邦男   | 3区  | 島尻安伊子 | 4区  | 西銘恒三郎 |      |            |          |                                                                            |

### 比例区当選者
自由民主党   立憲民主党   国民民主党   公明党   日本共産党   日本維新の会   れいわ新選組   参政党   日本保守党 
|       | 北海道                              | 東北                                                                     | 北関東                                                           | 南関東                                                                                       | 東京                                                                     | 北陸信越                                                        | 東海                                                                                 | 近畿                                                                                | 中国                                                 | 四国                                         | 九州                                                                      |
| ----- | ----------------------------------- | ------------------------------------------------------------------------ | ---------------------------------------------------------------- | -------------------------------------------------------------------------------------------- | ------------------------------------------------------------------------ | --------------------------------------------------------------- | ------------------------------------------------------------------------------------ | ----------------------------------------------------------------------------------- | ---------------------------------------------------- | -------------------------------------------- | ------------------------------------------------------------------------- |
| 1     | 篠田奈保子                          | 江渡聡徳                                                                 | 中野英幸                                                         | 古川直季                                                                                     | 安藤高夫                                                                 | 国定勇人                                                        | 若山慎司                                                                             | 林佑美                                                                              | 新谷正義                                             | 村上誠一郎                                   | 阿部俊子                                                                  |
| 2     | 伊東良孝                            | 馬場雄基                                                                 | 長谷川嘉一                                                       | 谷田川元                                                                                     | 鈴木庸介                                                                 | 山登志浩                                                        | 松田功                                                                               | 小寺裕雄                                                                            | 平岡秀夫                                             | 高橋永                                       | 屋良朝博                                                                  |
| 3     | 西川将人                            | 森下千里                                                                 | 国光文乃                                                         | 中谷真一                                                                                     | 円より子                                                                 | 斎藤洋明                                                        | 深沢陽一                                                                             | 森山浩行                                                                            | 平沼正二郎                                           | 平井卓也                                     | 浜地雅一                                                                  |
| 4     | 中村裕之                            | 寺田学                                                                   | 岸田光広                                                         | 深作ヘスス                                                                                   | 伊藤達也                                                                 | 福田淳太                                                        | 仙田晃宏                                                                             | 竹内譲                                                                              | 平林晃                                               | 石井智恵                                     | 宮路拓馬                                                                  |
| 5     | 佐藤英道                            | 菊池大二郎                                                               | 輿水恵一                                                         | 佐々木奈保美                                                                                 | 松下玲子                                                                 | 井出庸生                                                        | 眞野哲                                                                               | 三木圭恵                                                                            | 石橋林太郎                                           | 山崎正恭                                     | 吉川元                                                                    |
| 6     | 川原田英世                          | 福原淳嗣                                                                 | 武正公一                                                         | 角田秀穂                                                                                     | 河西宏一                                                                 | 小竹凱                                                          | 中川康洋                                                                             | 石田真敏                                                                            | 福田玄                                               | 瀬戸隆一                                     | 長友慎治                                                                  |
| 7     | 向山淳                              | 庄子賢一                                                                 | 永岡桂子                                                         | 英利アルフィヤ                                                                               | 阿部司                                                                   | 波多野翼                                                        | 勝俣孝明                                                                             | 向山好一                                                                            | 津村啓介                                             |                                              | 鬼木誠                                                                    |
| 8     | 臼木秀剛                            | 升田世喜男                                                               | 三角創太                                                         | 宮川伸                                                                                       | 田村智子                                                                 | 西田昭二                                                        | 阪口直人                                                                             | 徳安淳子                                                                            | 吉田真次                                             |                                              | 山川仁                                                                    |
| 9     |                                     | 御法川信英                                                               | 高井崇志                                                         | 金村龍那                                                                                     | 松本洋平                                                                 | 中川宏昌                                                        | 大嶽理恵                                                                             | 辰巳孝太郎                                                                          | 寺田稔                                               |                                              | 吉田宣弘                                                                  |
| 10    |                                     | 佐原若子                                                                 | 田所嘉徳                                                         | 多ケ谷亮                                                                                     | 森洋介                                                                   | 斉木武志                                                        | 川崎秀人                                                                             | 橋本慧悟                                                                            | 東克哉                                               |                                              | 國場幸之助                                                                |
| 11    |                                     | 齋藤裕喜                                                                 | 高橋英明                                                         | 鈴木馨祐                                                                                     | 櫛渕万里                                                                 |                                                                 | 登載者不足                                                                           | 大岡敏孝                                                                            |                                                      |                                              | 山田勝彦                                                                  |
| 12    |                                     | 根本拓                                                                   | 塩川鉄也                                                         | 岡野純子                                                                                     | 有田芳生                                                                 |                                                                 | 杉本和巳                                                                             | 大石晃子                                                                            |                                                      |                                              | 阿部弘樹                                                                  |
| 13    |                                     |                                                                          | 登載者不足                                                       | 志位和夫                                                                                     | 大空幸星                                                                 |                                                                 | 鈴木岳幸                                                                             | 浮島智子                                                                            |                                                      |                                              | 岩田和親                                                                  |
| 14    |                                     |                                                                          | 福重隆浩                                                         | 岡島一正                                                                                     | 阿部祐美子                                                               |                                                                 | 長坂康正                                                                             | 池畑浩太朗                                                                          |                                                      |                                              | 堤かなめ                                                                  |
| 15    |                                     |                                                                          | 竹内千春                                                         | 沼崎満子                                                                                     | 鳩山紀一郎                                                               |                                                                 | 本村伸子                                                                             | 大串正樹                                                                            |                                                      |                                              | 金城泰邦                                                                  |
| 16    |                                     |                                                                          | 佐藤勉                                                           | 三谷英弘                                                                                     | 長島昭久                                                                 |                                                                 | 西園勝秀                                                                             | 岡田悟                                                                              |                                                      |                                              | 許斐亮太郎                                                                |
| 17    |                                     |                                                                          | 五十嵐清                                                         | 長友克洋                                                                                     | 大森江里子                                                               |                                                                 | 小山千帆                                                                             | 市村浩一郎                                                                          |                                                      |                                              | 古川康                                                                    |
| 18    |                                     |                                                                          | 市來伴子                                                         | 星野剛士                                                                                     | 柴田勝之                                                                 |                                                                 | 工藤彰三                                                                             | 小林茂樹                                                                            |                                                      |                                              | 吉川里奈                                                                  |
| 19    |                                     |                                                                          | 野中厚                                                           | 西岡義高                                                                                     | 猪口幸子                                                                 |                                                                 | 登載者不足                                                                           | 平岩征樹                                                                            |                                                      |                                              | 田村貴昭                                                                  |
| 20    |                                     |                                                                          | 登載者不足                                                       | 山崎誠                                                                                       |                                                                          |                                                                 | 竹上裕子                                                                             | 北野裕子                                                                            |                                                      |                                              | 宮崎政久                                                                  |
| 21    |                                     |                                                                          | 山口良治                                                         | 藤巻健太                                                                                     |                                                                          |                                                                 | 上村英明                                                                             | 鰐淵洋子                                                                            |                                                      |                                              |                                                                           |
| 22    |                                     |                                                                          |                                                                  | 鈴木敦                                                                                       |                                                                          |                                                                 | 福森和歌子                                                                           | 和田有一朗                                                                          |                                                      |                                              |                                                                           |
| 23    |                                     |                                                                          |                                                                  | 山際大志郎                                                                                   |                                                                          |                                                                 | 伊藤忠彦                                                                             | 堀川朗子                                                                            |                                                      |                                              |                                                                           |
| 24    |                                     |                                                                          |                                                                  |                                                                                              |                                                                          |                                                                 |                                                                                      | 尾辻かな子                                                                          |                                                      |                                              |                                                                           |
| 25    |                                     |                                                                          |                                                                  |                                                                                              |                                                                          |                                                                 |                                                                                      | 島田智明                                                                            |                                                      |                                              |                                                                           |
| 26    |                                     |                                                                          |                                                                  |                                                                                              |                                                                          |                                                                 |                                                                                      | 阿部圭史                                                                            |                                                      |                                              |                                                                           |
| 27    |                                     |                                                                          |                                                                  |                                                                                              |                                                                          |                                                                 |                                                                                      | 島田洋一                                                                            |                                                      |                                              |                                                                           |
| 28    |                                     |                                                                          |                                                                  |                                                                                              |                                                                          |                                                                 |                                                                                      | 八幡愛                                                                              |                                                      |                                              |                                                                           |
| 増 減 | 自民 4→3 立民 3→3 公明 1→1 国民 0→1 | 定数1減 自民 6→5 立民 4→4 公明 1→1 国民 0→1 れいわ 0→1 共産 1→0 維新 1→0 | 自民 7→7 立民 5→5 公明 3→3 維新 2→1 共産 1→1 国民 1→1 れいわ 0→1 | 定数1増 自民 8→7 立民 5→6 国民 0→3 維新 3→2 公明 2→2 共産 1→1 れいわ 1→1 参政 1→1 無所属 1→0 | 定数2増 自民 6→5 立民 4→5 国民 0→3 維新 2→2 公明 2→2 共産 2→1 れいわ 1→1 | 定数1減 自民 6→4 立民 3→3 公明 1→1 維新 0→1 国民 0→1 無所属 1→0 | 自民 6→7 立民 5→6 公明 3→2 れいわ 0→2 維新 2→1 共産 1→1 国民 1→1 保守 0→1 無所属 3→0 | 維新 12→7 自民 8→6 立民 2→4 公明 3→3 共産 2→2 れいわ 1→2 国民 0→2 参政 0→1 保守 0→1 | 定数1減 自民 6→5 立民 2→3 公明 2→1 国民 0→1 維新 1→0 | 自民 3→3 立民 1→1 公明 1→1 国民 0→1 維新 1→0 | 自民 8→7 立民 4→4 公明 4→3 国民 1→2 維新 2→1 共産 1→1 れいわ 0→1 参政 0→1 |

太字は他党の登載者不足により、定数より大きい順位で当選した議員。

#### 繰上当選
| 年   | 月 | ブロック | 新旧別 | 当選者   | 名簿政党名 | 欠員     | 欠員事由     |
| ---- | -- | -------- | ------ | -------- | ---------- | -------- | ------------ |
| 2025 | 8  | 九州     | 新     | 丸尾圭祐 | 立憲民主党 | 堤かなめ | 2025.8.5辞職 |

### 初当選
計99名
※：参議院議員経験者
自由民主党 
14名
- 坂本竜太郎（福島4区）
- 小池正昭　（千葉10区）
- 大西洋平　（東京16区）
- 草間剛　　（神奈川19区）
- 福田かおる（東京18区）

- 山本大地　（和歌山1区）
- 栗原渉　　（福岡5区）
- 向山淳　　（比例北海道）
- 森下千里　（比例東北）
- 福原淳嗣　（比例東北）

- 根本拓　　（比例東北）
- 大空幸星　（比例東京）
- 若山慎司　（比例東海）
- 島田智明　（比例近畿）

立憲民主党
39名
- 岡田華子　（青森3区）
- 柳沢剛　　（宮城3区）
- 杉村慎治　（埼玉9区）
- 水沼秀幸　（千葉4区）
- 矢崎堅太郎（千葉5区）
- 安藤淳子　（千葉6区）
- 高松智之　（東京28区）
- 五十嵐衣里（東京30区）
- 宗野創　　（神奈川18区）
- 大塚小百合（神奈川20区）

- 辻英之　　（福井2区）
- 西川厚志　（愛知5区）
- 藤原規眞　（愛知10区）
- 下野幸助　（三重2区）
- 西川将人　（比例北海道）
- 篠田奈保子（比例北海道）
- 川原田英世（比例北海道）
- 齋藤裕喜　（比例東北）
- 竹内千春　（比例北関東）
- 市來伴子　（比例北関東）

- 三角創太　（比例北関東）
- 長友克洋　（比例南関東）
- 佐々木奈保美（比例南関東）
- 阿部祐美子　（比例東京）
- 柴田勝之　（比例東京）
- 松下玲子　（比例東京）
- 有田芳生　（比例東京）※
- 福田淳太　（比例北陸信越）
- 山登志浩　（比例北陸信越）
- 波多野翼　（比例北陸信越）

- 鈴木岳幸　（比例東海）
- 眞野哲　　（比例東海）
- 大嶽理恵　（比例東海）
- 小山千帆　（比例東海）
- 福森和歌子（比例東海）
- 岡田悟　　（比例近畿）
- 橋本慧悟　（比例近畿）
- 東克哉　　（比例中国）
- 高橋永　　（比例四国）

公明党
4名
- 山口良治　（比例北関東）
- 沼崎満子　（比例南関東）
- 大森江里子（比例東京）
- 西園勝秀　（比例東海）

日本維新の会
9名
- 東徹　　　（大阪3区）※
- 梅村聡　　（大阪5区）※
- 西田薫　　（大阪6区）
- 萩原佳　　（大阪9区）
- 黒田征樹　（大阪16区）
- 村上智信　（福岡11区）
- 猪口幸子　（比例東京）
- 阿部圭史　（比例近畿）
- 徳安淳子　（比例近畿）

国民民主党
19名
- 橋本幹彦　（埼玉13区）
- 日野紗里亜（愛知7区）
- 丹野みどり（愛知11区）
- 福田徹　　（愛知16区）
- 臼木秀剛　（比例北海道）

- 菊池大二郎（比例東北）
- 岸田光広　（比例北関東）
- 岡野純子　（比例南関東）
- 西岡義高　（比例南関東）
- 深作ヘスス（比例南関東）

- 鳩山紀一郎（比例東京）
- 森洋介　　（比例東京）
- 円より子　（比例東京）※
- 小竹凱　　（比例北陸信越）
- 仙田晃宏　（比例東海）

- 平岩征樹　（比例近畿）
- 福田玄　　（比例中国）
- 石井智恵　（比例四国）
- 許斐亮太郎（比例九州）

れいわ新選組
4名
- 八幡愛　　（比例近畿）
- 山川仁　　（比例九州）
- 佐原若子　（比例東北）
- 上村英明　（比例東海）

日本共産党
3名
- 田村智子　（比例東京）※
- 堀川朗子　（比例近畿）
- 辰巳孝太郎（比例近畿）※

参政党
2名
- 北野裕子　（比例近畿）
- 吉川里奈　（比例九州）

日本保守党
2名
- 竹上裕子　（比例東海）
- 島田洋一　（比例近畿）

無所属
3名
- 中村勇太　（茨城7区）
- 世耕弘成　（和歌山2区）※
- 広瀬建　　（大分2区）

### 返り咲き・復帰
計23名　
自由民主党 
1名
- 安藤高夫　（比例東京）

立憲民主党
16名
- 池田真紀　（北海道5区）
- 松尾明弘　（東京7区）
- 阿久津幸彦（東京11区）
- 山花郁夫　（東京22区）
- 黒岩宇洋　（新潟3区）

- 今井雅人　（岐阜4区）
- 岡本充功　（愛知9区）
- 升田世喜男（比例東北）
- 長谷川嘉一（比例北関東）
- 武正公一　（比例北関東）

- 岡島一正　（比例南関東）
- 宮川伸　　（比例南関東）
- 松田功　　（比例東海）
- 尾辻かな子（比例近畿）
- 津村啓介　（比例中国）

- 平岡秀夫　（比例中国）

日本維新の会
1名
- 斉木武志　（比例北陸信越）

国民民主党
2名
- 村岡敏英　（秋田3区）
- 向山好一　（比例近畿）

れいわ新選組
2名
- 高井崇志　（比例北関東）
- 阪口直人　（比例東海）

日本保守党
1名
- 河村たかし（愛知1区）

### 引退・不出馬
計32名
自由民主党
17名
- 根本匠　　（福島2区）[211]
- 吉野正芳　（福島5区）[211]
- 林幹雄　　（千葉10区）[212]
- 大西英男　（東京16区）[213]
- 小倉將信　（東京23区）[214]

- 江﨑鐵磨　（愛知10区）[215]
- 二階俊博　（和歌山3区）[216]
- 金田勝年　（比例東北）[217]
- 菅家一郎　（比例東北）[218]
- 尾身朝子　（比例北関東）[219]

- 桜田義孝　（比例南関東）[220]
- 越智隆雄　（比例東京）[221]
- 森由起子　（比例東海）[222]
- 奥野信亮　（比例近畿）[223]
- 柳本顕　　（比例近畿）[224]

- 杉田水脈　（比例中国）[225]
- 今村雅弘　（比例九州）[226]

立憲民主党 
3名
- 菅直人　　（東京18区）[227]
- 中村喜四郎（比例北関東）[228]
- 中川正春　（比例東海）[229]

公明党 
5名
- 北側一雄　（大阪16区）[230]
- 古屋範子　（比例南関東）[231]
- 高木陽介　（比例東京）[232]
- 大口善徳　（比例東海）[233]
- 伊藤渉　　（比例東海）[234]

日本共産党
2名
- 笠井亮　　（比例東京）[235]
- 穀田恵二　（比例近畿）[235]

日本維新の会
1名
- 足立康史　（大阪9区）[236]

無所属
4名
- 秋本真利　（比例南関東）[要出典]
- 吉川赳　　（比例東海）[237]
- 塩谷立　　（比例東海）[238]
- 池田佳隆　（比例東海）[239]

### 落選
計90名
自由民主党 
54名
- 髙橋祐介　（北海道2区）
- 高木宏壽　（北海道3区）
- 和田義明　（北海道5区）
- 中川郁子　（北海道11区）
- 木村次郎　（青森3区）
- 藤原崇　　（岩手3区）
- 土井亨　　（宮城1区）
- 秋葉賢也　（宮城2区）
- 西村明宏　（宮城3区）
- 伊藤信太郎（宮城4区）
- 亀岡偉民　（福島1区）

- 石川昭政　（茨城5区）
- 牧原秀樹　（埼玉5区）
- 大塚拓　　（埼玉9区）
- 山口晋　　（埼玉10区）
- 門山宏哲　（千葉1区）
- 渡辺博道　（千葉6区）
- 山本朋広　（神奈川4区）
- 中山展宏　（神奈川9区）
- 義家弘介　（神奈川16区）
- 甘利明　　（神奈川20区）[注 8]
- 山田美樹　（東京1区）

- 若宮健嗣　（東京5区）
- 塚田一郎　（新潟1区）
- 細田健一（新潟2区）
- 鷲尾英一郎（新潟4区）[注 9]
- 高鳥修一　（新潟5区）[注 10]
- 若林健太　（長野1区）
- 務台俊介　（長野2区）
- 金子俊平　（岐阜4区）
- 熊田裕通　（愛知1区）
- 中川貴元　（愛知2区）
- 神田憲次 　(愛知5区)
- 鈴木淳司　（愛知7区）

- 八木哲也　（愛知11区）
- 青山周平　（愛知12区）
- 石井拓　　（愛知13区）
- 石原正敬　（三重3区）
- 田中英之　（京都4区）
- 宗清皇一　（大阪13区）
- 谷川とむ　（大阪19区）
- 盛山正仁　（兵庫1区）
- 髙階恵美子（島根1区）[注 11]
- 橋本岳　　（岡山4区）
- 小島敏文　（広島5区）[注 12]

- 井原巧　　（愛媛2区）[注 13]
- 武田良太　（福岡11区）
- 衛藤征士郎（大分2区）
- 武井俊輔　（宮崎1区）
- 保岡宏武　（鹿児島2区）[注 14]
- 小里泰弘　（鹿児島3区）
- 渡辺孝一　（比例北海道）
- 畦元将吾　（比例東京）[注 15]
- 山本左近　（比例東海）
- 山本有二　（比例四国）

立憲民主党
2名
- 吉田統彦　（愛知1区）
- 湯原俊二　（鳥取2区）

公明党
7名
- 稲津久　　（北海道10区）
- 石井啓一　（埼玉14区）[注 16]
- 佐藤茂樹　（大阪3区）
- 國重徹　　（大阪5区）
- 伊佐進一　（大阪6区）
- 日下正喜　（比例中国）
- 吉田久美子（比例九州）

日本維新の会
15名
- 早坂敦　　（宮城2区）[注 17]
- 沢田良　　（埼玉15区）
- 浅川義治　（神奈川1区）
- 小野泰輔　（東京7区）[注 18]
- 岬麻紀　　（愛知5区）

- 徳永久志　（滋賀2区）[注 19]
- 堀場幸子　（京都1区）
- 中嶋秀樹　（京都6区）
- 一谷勇一郎（兵庫1区）
- 赤木正幸　（兵庫4区）

- 遠藤良太　（兵庫5区）
- 掘井健智　（兵庫10区）
- 住吉寛紀　（兵庫11区）
- 吉田知代　（徳島1区）
- 山本剛正　（福岡1区）

日本共産党
3名
- 宮本徹　　（東京20区）
- 宮本岳志　（大阪5区）
- 高橋千鶴子（比例東北）

無所属
9名
- 上杉謙太郎（福島3区）
- 中根一幸　（埼玉6区）
- 三ッ林裕巳（埼玉13区）[注 20]
- 下村博文　（東京11区）
- 小田原潔　（東京21区）
- 細田健一　（新潟2区）
- 泉田裕彦　（新潟4区）[注 21]
- 吉田豊史　（富山1区）
- 高木毅　　（福井2区）

### 記録的当選者・落選者
|                      | 氏名         | 政党   | 選挙区                   | 記録         |
| -------------------- | ------------ | ------ | ------------------------ | ------------ |
| 最多当選             | 小沢一郎     | 立憲   | 岩手3区                  | 19回（連続） |
| 最年長当選者         | 麻生太郎     | 自民   | 福岡8区                  | 84歳1か月    |
| 最年少当選者         | 大空幸星     | 自民   | 比例東京（東京15区）     | 25歳11か月   |
| 最多得票当選者       | 野田佳彦     | 立憲   | 千葉14区                 | 145,821票    |
| 最少得票当選者       | 山川仁       | れいわ | 比例九州（沖縄4区）      | 20,284票     |
| 選挙区最少得票当選者 | 簗和生       | 自民   | 栃木3区                  | 45,546票     |
| 最多得票落選者       | 和田義明     | 自民   | 北海道5区                | 100,893票    |
| 選挙区最多得票落選者 | 佐々木奈保美 | 立憲   | 神奈川17区（比例南関東） | 111,061票    |
| 惜敗率最高当選者     | 林佑美       | 維新   | 比例近畿（和歌山1区）    | 99.83%       |
| 惜敗率最低当選者     | 北野裕子     | 参政   | 比例近畿（滋賀3区）      | 28.02%       |
| 惜敗率最高落選者     | 渡邊真太朗   | 無所属 | 栃木3区                  | 99.61%       |
| 最高得票率当選者     | 石破茂       | 自民   | 鳥取1区                  | 85.15%       |

## その他

### 按分票
比例代表で、立憲民主党と国民民主党がいずれも略称を「民主党」として総務省に届け出た。両党が同じ略称を使うのは2021年衆院選、2022年参院選に続いて3回目。「有権者が混同する」として略称問題の解消を協議してきたが間に合わなかった。
総務省は、比例の投票用紙に「民主党」と書かれたものは、立憲・国民双方の有効票の割合に応じて案分される「按分票」として扱うことを各地の選管に通知した。
愛媛県選挙管理委員会は10月30日に、宇和島市が立憲民主党と国民民主党の按分票を逆に加えてしまったことと、鬼北町が按分の計算を誤っていたことを発表した。これにより愛媛県の立憲民主党獲得票が824.275票増加し、国民民主党獲得票が824.275票減少したが、選挙結果に影響はないとした。

### 事件
- 10月17日、長野市のJR長野駅前で街頭演説をしていた候補者に大声を上げて近づき、ビール瓶を地面に叩きつけ選挙の自由を妨害した44歳の男を現行犯逮捕[244][245]。
- 10月19日早朝、自民党本部に火炎瓶のようなものを数本投げ、車で国会議事堂方面に逃走、首相官邸前のバリケードに突入した40代の男を逮捕[246]。
- 10月22日、大阪市住之江区の歩道上で、街頭演説中の候補者の頭をペットボトルで複数回殴るなどの暴行を加え、選挙活動を妨害した52歳の男を公職選挙法違反の現行犯で逮捕[247]。
- 10月25日、東京1区に立候補した音喜多駿（落選）は市ヶ谷での演説後、40人以上の集団に暴行され、全治1週間のけがを負ったと翌26日に柳ヶ瀬裕文日本維新の会総務会長が会見で説明した[248]。
- 投開票翌日の10月28日朝、鹿児島2区で当選した三反園訓の鹿児島市の事務所に爆竹が投げ込まれた。同時間帯、三反園は事務所内で取材対応を行っていたがけが人はなかった。翌29日に自称動画投稿者の男を威力業務妨害の疑いで逮捕[249]。

### 自民党の非公認候補者の党支部への資金支給問題
選挙期間中の10月23日、共産党の機関紙『しんぶん赤旗』は、自民党から非公認となった候補者8人が現在も代表を務める支部に対し、党本部が公示直後に、税金を原資とする政党助成金から1支部あたり2000万円を支給していたと報道。自民党は公認候補の支部に公認料500万円と活動費1500万円を支給しているが、非公認候補の支部にも活動費として同額を支給したことになる。
自民党の森山幹事長は「支部に対して党勢拡大のための活動をしていただきたいとの趣旨で支給したもので、候補者に支給したものではない」とコメント。石破首相も「公認していない候補者に金を払ったというようなことはない。自民党の公約や政策を分かってもらいたいという思いで政党支部に出しているのであって、非公認の候補に出しているのではない。選挙に使うことは全くない」と説明。連立与党・公明党の石井代表は「本件に関する謝罪と説明が（自民党側から）あった。自民党には国民がしっかりと納得する説明を丁寧に尽くしてもらいたい」とコメント。
野党は一斉に批判。立憲民主党の野田代表は「皆さんの税金を原資に、裏金議員に事実上の公認料を出している。税金泥棒だった、税金逃れだった人に、税金で（公認した議員と）同じ額を出している許してはならない」と批判。日本維新の会の藤田幹事長は「事実であればありえない。『非公認』と言って表でパフォーマンスをして、金銭的に同じ支援をして、国民をだませると思っているなら、不遜な態度だ」と指摘。共産党の田村委員長は「自民党は公認しなかった裏金議員に、公認候補に配ったものと同じ額を配っている。この金は政党助成金、税金から出ている。われわれの税金が裏金議員の選挙に使われている、どこまで国民をばかにしているのか、絶対に許すわけに行かない」と批判。国民民主党の玉木代表は「直前まで支部長だった元議員の選挙活動に使われることになる。公認料を渡したのと同じだ。こんなステルス公認みたいなことをやって自民党は全く反省していない」と指摘。れいわ新選組の山本代表は「何の反省もない、自民党という詐欺集団にまた騙されること無きよう国民に判断いただくほかない」とコメント。社民党の福島党首は「とんでもないことだ。自民党には裏金問題の反省が無いことが明らかとなった。非公認候補が代表となっている政党支部への支給は、自民党が非公認候補を応援しているのに等しい。自民党が裏金問題を全く反省していないことが露呈した」。参政党の神谷代表は「見せかけだけの公認外しで信頼回復を謳っても、国民の納得は得られない。言動が不一致で、もはや国民を騙しているに等しい。この腐敗した体質が続く限り、信頼も未来もない」とコメント。
野党の批判に対して、自民党は公認候補や陣営向けに「公認、非公認とは無関係であり『裏公認』『偽装公認』との指摘は一切当たらない」との通達を出し反論。報道各社に公表した。「『政治とカネ』の問題とはまったく異なり、法律的、倫理的にも後ろ指をさされるものではない」「非公認となった支部長が自身の選挙運動に使うことはできない」などとし、法的に問題のない支給であることを訴えている。支給の目的は「支部活動の活発化や、党勢拡大」と説明。党幹部によると、報道を受けて党内外から問い合わせがあり「候補者が混乱しないよう」文書を出した。
一部の候補者は支給された資金を自主的に党本部に返金した。

### 投票所入場券
解散から投開票まで18日間と短期間であったため、全国各地で投票所入場券が期日前投票の開始日までに有権者に届かない事態が発生した。入場券の発送に必要な封筒などの調達が間に合わなかったことに加え、郵便局が土曜日の配達を2021年以降取りやめたことが影響したとされる。なお、投票所入場券がなくても、投票することは可能であった。
山形県酒田市では670人分（322通）、静岡県沼津市では911人分（504通）の入場券が発送されなかった。両市とも職員がシステムの操作をミスしたことによる印字漏れが原因であった。沼津市では、これに加えて発送すべき総数を誤解していたことや、当年度に異動したばかりの職員が1人で総数を確認する業務にあたっていたこと、委託業者の選定遅れのため印刷できたものから順次発送するという異例の措置を取ったことが原因とされた。酒田市では、配達員から指摘のあった747人分（330通）については追加印刷して発送し有権者に届けられたが、670人分（322通）は投票日までに発送されず仕舞いであった。
東京都町田市では、約20人の有権者に投票所入場券の入った封筒が2通発送された。1通は点字シールを貼った封筒、もう1通は点字のない封筒で、誤配でも作業ミスでもなく、どちらも有効な入場券が封入されていた。通常であれば、点字が必要な有権者には点字のない封筒は発送しないが、投票日までの日数が短かったため、全有権者の入場券を一括で印刷・発送し、点字が必要な有権者には選挙管理委員会職員が必要事項を記入し、点字シールを貼った入場券を追加で送ったことが原因であった。

## 選挙後

### 国会
第215回国会（特別会）
会期：2024年11月11日 - 11月14日
- 衆議院議長選挙（2024年11月11日）　　　　　（投票者数：465 過半数：233）

額賀福志郎（自由民主党）：463票
玄葉光一郎（立憲民主党）：002票
- 衆議院副議長選挙（2024年11月11日）　　　　（投票者数：465 過半数：233）

玄葉光一郎（立憲民主党）：464票
額賀福志郎（自由民主党）：001票
- 内閣総理大臣指名選挙（2024年11月11日）

衆議院議決（投票者数：465 過半数：233）
石破茂（自由民主党）　　：221票
野田佳彦（立憲民主党）　：151票
馬場伸幸（維新の会）　　：038票
玉木雄一郎（国民民主党）：028票
山本太郎（れいわ新選組）：009票
田村智子（日本共産党）　：008票
吉良州司（無所属）　　　：004票
神谷宗幣（参政党）　　　：003票
河村たかし（日本保守党）：003票
衆議院決選投票（投票者数：465）
石破茂（自由民主党）　：221票
野田佳彦（立憲民主党）：160票
無効　　　　　　　　 ：084票

### 特別国会召集まで
10月28日
- 自民党総裁の石破茂と公明党代表の石井啓一は与党党首会談を行い、自公連立政権の維持を目指すことを確認[266]。
- 自民党選挙対策委員長の小泉進次郎は、選挙結果の責任を取り辞任[267][268]。
- 立憲民主党は党本部で執行役員会を開き、国民民主党を軸とした野党への働きかけを強めていく方針を確認[269]。同党は国民民主党に党首会談を呼びかけたが、国民民主党は拒否[270]。
- れいわ新選組代表の山本太郎は記者会見で、首相指名選挙で野田に投票する条件として「消費税は最低でも5%減税は絶対に必要だ」と表明[271]。
- 参政党代表の神谷宗幣は記者会見で、首相指名選挙への対応について「今はまだ考えていない」と発言[272]。

10月29日
- 自民党は国民民主党に対し、政策ごとに連携する部分連合を呼びかける方針を示した[273]。国民民主党代表の玉木雄一郎は連立政権への参画を否定[274]。
- 日本保守党代表の百田尚樹は記者会見で、自民党と連携することは基本的にはないと発言。首相指名選挙で決選投票になった場合には白票を投じることもありえるとの認識を示した[275]。

10月30日
- 立憲民主党代表の野田佳彦は、首相指名選挙をめぐり、日本維新の会代表の馬場伸幸、日本共産党委員長の田村智子と個別に会談。野田は自身へ投票するよう呼びかけ[276][277]。
- 国民民主党は、首相指名選挙では決選投票になった場合も含め玉木に投票する方針を決定[278]。
- 政府は特別国会を11月11日に召集する方針を固め、自民党は立憲民主党に政府の方針を伝達[279]。

10月31日
- 野田はTBSテレビの番組で、石破との党首会談の要請があった場合、応じると発言[280]。
- 自民党と国民民主党は、幹事長・国会対策委員長が会談し、総合経済対策について協議[281][282][283]。
- 落選した石井が公明党代表を辞任する意向を表明[284][285]。
- 日本維新の会は党本部で常任役員会を開き、公示前から議席が減少したことを受け、11月下旬から12月上旬をめどに代表選挙を実施する方針を決定[286]。実施の可否は議員などの電子投票で判断[287]。特別国会の首相指名選挙では、馬場に投票[288]。

11月1日
- 立憲民主党と国民民主党の幹事長が会談し、政治改革の実現に向けて連携すること、5日にも党首会談を実施することで合意[289][290]。
- 国民民主党と公明党の幹事長が会談し、年収の壁について協議していくことで一致[291]。
- 裏金問題で自民党を非公認となり、無所属で出馬した議員を含む与党系の無所属議員6人が衆議院会派「自民党・無所属の会」に入会[292][293]。
- 玉木は読売テレビの番組で、日本維新の会との関係について「来週にも馬場代表と党首会談できればと思っている。よく話をしたい」と発言[294]。

11月3日
- 玉木がフジテレビの番組で、自民党が国民民主党の主張に対してゼロ回答だった場合の対応について「協力できない。協力する理由もない」と発言[295]。
- 玉木が駐日米大使のラーム・エマニュエルと会談する方向で調整していると判明[296]。

11月4日
- 石破は総選挙で落選し辞任を表明した閣僚について、牧原秀樹の後任の法務大臣に元外務副大臣の鈴木馨祐を、小里泰弘の後任の農水大臣に元農水大臣の江藤拓を起用する方向で調整していると判明[297]。

11月5日
- 立憲民主党・日本維新の会・国民民主党・日本共産党の国会対策委員長らが会談。政治とカネの問題をめぐり、政策活動費の廃止を含む政治改革の実現に向けて連携していくことで合意。予算委員会で政治とカネの問題を議論する必要があるとして、会期を十分に確保するよう与党側に求めていく方針を確認[298]。
- 玉木と野田が党首会談[299]。政治資金規正法の再改正など、年内に決着できるよう連携していく方針で一致。年収の壁の見直しについても立憲民主党が協力する意向を伝え、国民民主党は立憲民主党内で意思統一を図るよう要求[300]。
- 石破は公明党代表に就任する見込みの斉藤鉄夫の後任の国土交通大臣に、同党から元経済産業政務官の中野洋昌を起用する方向で調整していると判明[301]。

11月6日
- 日本維新の会が議員などを対象に行った代表選挙の実施の賛否を問う電子投票の結果が、賛成696票、反対56票と判明し、常任幹事会で選挙の実施を正式決定。17日に告示し、12月1日に投開票[302]。現代表の馬場は、X（旧Twitter）で出馬しないと表明[303]。

11月7日
- 自民党は、衆院選を総括する両院議員懇談会を開催[304]。
- 自民党と立憲民主党の国会対策委員長が会談。自民党は17ある常任委員長のうち、予算委員長を含め、野党側に8つを配分することを提案し、合意。予算委員長は立憲民主党に割りふられる。野党の議員が予算委員長を務めるのは1994年の羽田内閣時代以来、30年ぶり[305]。
- 公明党は中央幹事会を開き、石井の後任の代表に斉藤を推薦することを決定[306]。
- 野田と社会民主党党首の福島みずほが会談。政策活動費や企業・団体献金の廃止などの政治改革を年内に実現するため、協力していくことで一致。野田は首相指名選挙で自身に投票するよう呼び掛け[307]。

11月8日
- 自民・公明両党と国民民主党は政務調査会長による政策協議を開始。国民民主党は公約で掲げた「103万円の壁」の見直しやガソリン税のトリガー条項の凍結解除などを要求[308][309]。

11月9日
- 公明党は臨時党大会を開催。石井の代表辞任と斉藤の新代表就任を正式に承認[310]。斉藤は石破と与党党首会談[311]、両党が引き続き連携すると確認[312]。

11月10日
- 石破と馬場が党首会談[313]。

11月11日
- 石破は野田・玉木とそれぞれ個別に党首会談[314]